# Coupe d'Afrique des nations féminine de football 2016
Navigation
Édition précédente Édition suivante
La Coupe d'Afrique des nations féminine de football 2016 est la dixième édition de la Coupe d'Afrique des nations féminine de football (et la première sous cette appellation), qui met aux prises les meilleures sélections africaines féminines de football affiliées à la Confédération africaine de football (CAF).
Le comité exécutif de la CAF désigne le 22 septembre 2013 le Cameroun comme pays organisateur de la compétition.
Les matchs devaient se dérouler initialement du 8 au 22 octobre 2016, mais la Fédération camerounaise de football demande un décalage en raison des conditions climatiques prévues durant cette période ; le Comité exécutif de la CAF accepte de reporter la compétition, se jouant désormais du 19 novembre au 3 décembre 2016.
Yaoundé et Limbé sont les deux villes hôtes de la phase finale.
Le Nigeria conserve son titre en battant le Cameroun en finale sur le score de 1-0.

## Organisation

### Stades et villes
Le comité d'organisation annonce le 24 mai 2015 que les villes de Yaoundé et Limbé sont prévues pour accueillir la compétition.
Le Stade Ahmadou Ahidjo va subir dès le 1er novembre 2015, des travaux d'une durée de six mois pour sa rénovation complète.
| Yaoundé | Limbé |
| ------- | ----- |
|         |       |

### Ballon officiel
Pour la première fois dans l'histoire de la compétition, Il y aura un ballon officiel

## Qualifications

### Premier tour
Les matchs aller du premier tour ont lieu du 4 au 6 mars 2016 et les matchs retour du 18 au 26 mars 2016. Le Cameroun est qualifié d'office pour la phase finale en tant que pays organisateur tandis que le Nigeria, le Ghana, la Guinée équatoriale, l'Afrique du Sud et la Côte d'Ivoire sont exempts de ce tour-ci.
L'Algérie devait initialement rencontrer le Togo, mais les Togolaises se retirent de la compétition en février et sont remplacées par l'Éthiopie.
| Équipe 1     | Résultat | Équipe 2 | Aller | Retour | T.a.b. |
| ------------ | -------- | -------- | ----- | ------ | ------ |
| Mali         | 2 - 1    | Maroc    | 0 - 0 | 2 - 1  | -      |
| Tanzanie     | 2 - 3    | Zimbabwe | 1 - 2 | 1 - 1  | -      |
| Zambie       | 5 - 3    | Namibie  | 3 - 1 | 2 - 2  | -      |
| Libye        | 0 - 12   | Égypte   | 0 - 8 | 0 - 4  | -      |
| Algérie      | 2 - 1    | Éthiopie | 1 - 0 | 1 - 1  | -      |
| Kenya        | forfait  | RD Congo | -     | -      | -      |
| Sénégal      | 1 - 1    | Guinée   | 1 - 0 | 0 - 1  | 4 - 2  |
| Burkina Faso | 0 - 2    | Tunisie  | 0 - 0 | 0 - 2  | -      |
| Botswana     | 11- 0    | Maurice  | 7 - 0 | 4 - 0  | -      |

### Deuxième tour
Les matchs aller du deuxième tour ont lieu du 6 au 9 avril 2016 et les matchs retour du 10 au 12 avril 2016.
| Équipe 1 | Résultat | Équipe 2           | Aller | Retour | T.a.b. |
| -------- | -------- | ------------------ | ----- | ------ | ------ |
| Mali     | 2 - 3    | Guinée équatoriale | 1 - 1 | 1 - 2  | -      |
| Zimbabwe | 4 - 2    | Zambie             | 1 - 0 | 3 - 2  | -      |
| Égypte   | E2 - 2   | Côte d'Ivoire      | 1 - 0 | 1 - 2  | -      |
| Algérie  | 3 - 3E   | Kenya              | 2 - 2 | 1 - 1  | -      |
| Sénégal  | 1 - 3    | Nigeria            | 1 - 1 | 0 - 2  | -      |
| Tunisie  | 1 - 6    | Ghana              | 1 - 2 | 0 - 4  | -      |
| Botswana | 0 - 5    | Afrique du Sud     | 0 - 2 | 0 - 3  | -      |

## Déroulement de la phase finale
Les rencontres du tournoi se disputent selon les lois du jeu, qui sont les règles du football définies par l'International Football Association Board (IFAB).
La compétition se dispute sur deux tours. Le premier tour se joue par groupes de quatre équipes, la répartition des équipes dans les différents groupes étant déterminée par tirage au sort. Le deuxième tour est une phase à élimination directe.

### Phase de groupes

#### Format et règlement
- 3 points pour un match gagné;
- 1 point pour un match nul;
- 0 point pour un match perdu.

#### Groupe A
| Rang | Équipe         | Pts | J | G | N | P | Bp | Bc | Diff |
| ---- | -------------- | --- | - | - | - | - | -- | -- | ---- |
| 1    | Cameroun       | 9   | 3 | 3 | 0 | 0 | 5  | 0  | +5   |
| 2    | Afrique du Sud | 4   | 3 | 1 | 1 | 1 | 5  | 1  | +4   |
| 3    | Égypte         | 3   | 3 | 1 | 0 | 2 | 1  | 7  | -6   |
| 4    | Zimbabwe       | 1   | 3 | 0 | 1 | 2 | 0  | 3  | -3   |

| Match | Date             | Heure       | Lieu    | Équipe 1       | Résultat | Équipe 2       |
| ----- | ---------------- | ----------- | ------- | -------------- | -------- | -------------- |
| 1     | 19 novembre 2016 | 15h00 UTC+1 | Yaoundé | Cameroun       | 2 - 0    | Égypte         |
| 2     | 19 novembre 2016 | 18h30 UTC+1 | Yaoundé | Afrique du Sud | 0 - 0    | Zimbabwe       |
| 5     | 22 novembre 2016 | 16h00 UTC+1 | Yaoundé | Cameroun       | 1 - 0    | Afrique du Sud |
| 6     | 22 novembre 2016 | 19h00 UTC+1 | Yaoundé | Zimbabwe       | 0 - 1    | Égypte         |
| 9     | 25 novembre 2016 | 16h00 UTC+1 | Yaoundé | Zimbabwe       | 0 - 2    | Cameroun       |
| 10    | 25 novembre 2016 | 16h00 UTC+1 | Limbé   | Égypte         | 0 - 5    | Afrique du Sud |

| 19 novembre 2016 | Cameroun                       | 2–0 | Égypte | Stade Ahmadou Ahidjo, Yaoundé |                           |
| 15:30            | Onguéné 25e · Manie 72e (pen.) |     |        | Arbitrage : Lidya Tafesse     | Arbitrage : Lidya Tafesse |
| 15:30            | Rapport                        |     |        | Arbitrage : Lidya Tafesse     | Arbitrage : Lidya Tafesse |

| 19 novembre 2016 | Afrique du Sud | 0–0 | Zimbabwe | Stade Ahmadou Ahidjo, Yaoundé |                              |
| 18:30            |                |     |          | Arbitrage : Caroline Wanjala  | Arbitrage : Caroline Wanjala |
| 18:30            | Rapport        |     |          | Arbitrage : Caroline Wanjala  | Arbitrage : Caroline Wanjala |

| 22 novembre 2016 | Cameroun | 1–0 | Afrique du Sud | Stade Ahmadou Ahidjo, Yaoundé    |                                  |
| 16:00            | Ngo 83e  |     |                | Arbitrage : Aissata Ameyo Amegee | Arbitrage : Aissata Ameyo Amegee |
| 16:00            | Rapport  |     |                | Arbitrage : Aissata Ameyo Amegee | Arbitrage : Aissata Ameyo Amegee |

| 22 novembre 2016 | Zimbabwe | 0–1 | Égypte    | Stade Ahmadou Ahidjo, Yaoundé |                             |
| 19:00            |          |     | Tarik 82e | Arbitrage : Suavis Iratunga   | Arbitrage : Suavis Iratunga |
| 19:00            | Rapport  |     |           | Arbitrage : Suavis Iratunga   | Arbitrage : Suavis Iratunga |

| 25 novembre 2016 | Zimbabwe | 0–2 | Cameroun     | Stade Ahmadou Ahidjo, Yaoundé       |                                     |
| 16:00            |          |     | Akaba 2e 50e | Arbitrage : Jonesia Rukyaa Kabakama | Arbitrage : Jonesia Rukyaa Kabakama |
| 16:00            | Rapport  |     |              | Arbitrage : Jonesia Rukyaa Kabakama | Arbitrage : Jonesia Rukyaa Kabakama |

| 25 novembre 2016 | Égypte  | 0–5 | Afrique du Sud                                                       | Stade de Limbé, Limbé        |                              |
| 16:00            |         |     | Mgcoyi 27e · Vilakazi 60e · Jane 61e · Seoposenwe 66e · Motlhalo 84e | Arbitrage : Salma Mukansanga | Arbitrage : Salma Mukansanga |
| 16:00            | Rapport |     |                                                                      | Arbitrage : Salma Mukansanga | Arbitrage : Salma Mukansanga |

#### Groupe B
| Rang | Équipe  | Pts | J | G | N | P | Bp | Bc | Diff |
| ---- | ------- | --- | - | - | - | - | -- | -- | ---- |
| 1    | Nigeria | 7   | 3 | 2 | 1 | 0 | 11 | 1  | +10  |
| 2    | Ghana   | 7   | 3 | 2 | 1 | 0 | 7  | 3  | +4   |
| 3    | Mali    | 3   | 3 | 1 | 0 | 2 | 4  | 10 | -6   |
| 4    | Kenya   | 0   | 3 | 0 | 0 | 3 | 2  | 10 | -8   |

| Match | Date             | Heure       | Lieu    | Équipe 1 | Résultat | Équipe 2 |
| ----- | ---------------- | ----------- | ------- | -------- | -------- | -------- |
| 2     | 20 novembre 2016 | 16h00 UTC+1 | Limbé   | Nigeria  | 6 - 0    | Mali     |
| 4     | 20 novembre 2016 | 19h00 UTC+1 | Limbé   | Ghana    | 3 - 1    | Kenya    |
| 7     | 23 novembre 2016 | 16h00 UTC+1 | Limbé   | Nigeria  | 1 - 1    | Ghana    |
| 8     | 23 novembre 2016 | 19h00 UTC+1 | Limbé   | Kenya    | 1 - 3    | Mali     |
| 11    | 26 novembre 2016 | 19h00 UTC+1 | Limbé   | Kenya    | 0 - 4    | Nigeria  |
| 12    | 26 novembre 2016 | 19h00 UTC+1 | Yaoundé | Mali     | 1 - 3    | Ghana    |

| 20 novembre 2016 | Nigeria                                                     | 6–0 | Mali | Stade de Limbé, Limbé     |                           |
| 16:00            | Ordega 22e · Oshoala 41e 64e 69e 78e · U. Sunday 48e (pen.) |     |      | Arbitrage : Gladys Lengwe | Arbitrage : Gladys Lengwe |
| 16:00            | Rapport                                                     |     |      | Arbitrage : Gladys Lengwe | Arbitrage : Gladys Lengwe |

| 20 novembre 2016 | Ghana                        | 3–1 | Kenya                | Stade de Limbé, Limbé      |                            |
| 19:00            | Suleman 50e · Addo 72e 90+1e |     | Esse Mbeyu Akida 23e | Arbitrage : Jeanne Ekoumou | Arbitrage : Jeanne Ekoumou |
| 19:00            | Rapport                      |     |                      | Arbitrage : Jeanne Ekoumou | Arbitrage : Jeanne Ekoumou |

| 23 novembre 2016 | Nigeria     | 1–1 | Ghana           | Stade de Limbé, Limbé               |                                     |
| 16:00            | Oshoala 19e |     | Addo 43e (pen.) | Arbitrage : Akhona Zennith Makalima | Arbitrage : Akhona Zennith Makalima |
| 16:00            | Rapport     |     |                 | Arbitrage : Akhona Zennith Makalima | Arbitrage : Akhona Zennith Makalima |

| 23 novembre 2016 | Kenya      | 1–3 | Mali                                 | Stade de Limbé, Limbé        |                              |
| 19:00            | Avilia 80e |     | Coulibaly 36e · Touré 50e 62e (pen.) | Arbitrage : Salma Mukansanga | Arbitrage : Salma Mukansanga |
| 19:00            | Rapport    |     |                                      | Arbitrage : Salma Mukansanga | Arbitrage : Salma Mukansanga |

| 26 novembre 2016 | Kenya   | 0–4 | Nigeria                                            | Stade de Limbé, Limbé                |                                      |
| 19:00            |         |     | Okobi 3e · Ikidi 7e · Oshoala 53e · Oparanozie 89e | Arbitrage : Letticia Antonella Viana | Arbitrage : Letticia Antonella Viana |
| 19:00            | Rapport |     |                                                    | Arbitrage : Letticia Antonella Viana | Arbitrage : Letticia Antonella Viana |

| 26 novembre 2016 | Mali       | 1–3 | Ghana                                     | Stade Ahmadou Ahidjo, Yaoundé |                         |
| 19:00            | Diarra 87e |     | Eshun 44e · Suleman 68e · Addo 79e (pen.) | Arbitrage : Maria Rivet       | Arbitrage : Maria Rivet |
| 19:00            | Rapport    |     |                                           | Arbitrage : Maria Rivet       | Arbitrage : Maria Rivet |

### Phase à élimination directe

#### Format et règlement
Le deuxième tour est disputé sur élimination directe et comprend des demi-finales, un match pour la troisième place et une finale. Les vainqueurs sont qualifiés pour le tour suivant, les perdants éliminés. Si les deux équipes sont à égalité à la fin du temps réglementaire de 90 minutes, une prolongation de deux fois 15 minutes est jouée. Une pause de 5 minutes est observée entre le temps réglementaire et la prolongation. Aucune pause n'est observée entre les deux périodes de la prolongation. Si les deux équipes sont toujours à égalité à la fin de la prolongation, le vainqueur est désigné par l'épreuve des tirs au but.

#### Tableau final
|  | Demi-finales          | Demi-finales          | Demi-finales          | Demi-finales          |                               |          | Finale               | Finale               | Finale               | Finale               |
|  |                       |                       |                       |                       |                               |          |                      |                      |                      |                      |
|  | 29 novembre à Yaoundé | 29 novembre à Yaoundé | 29 novembre à Yaoundé | 29 novembre à Yaoundé |                               |          | 3 décembre à Yaoundé | 3 décembre à Yaoundé | 3 décembre à Yaoundé | 3 décembre à Yaoundé |
|  | Cameroun              | Cameroun              | 1                     | 1                     |                               |          | 3 décembre à Yaoundé | 3 décembre à Yaoundé | 3 décembre à Yaoundé | 3 décembre à Yaoundé |
|  | Cameroun              | Cameroun              | 1                     | 1                     |                               |          | 3 décembre à Yaoundé | 3 décembre à Yaoundé | 3 décembre à Yaoundé | 3 décembre à Yaoundé |
|  | Ghana                 | Ghana                 | 0                     | 0                     |                               |          | 3 décembre à Yaoundé | 3 décembre à Yaoundé | 3 décembre à Yaoundé | 3 décembre à Yaoundé |
|  | Ghana                 | Ghana                 | 0                     | 0                     | Cameroun                      | Cameroun | 0                    | 0                    |                      |                      |
|  | 29 novembre à Limbé   |                       |                       |                       | Cameroun                      | Cameroun | 0                    | 0                    |                      |                      |
|  |                       |                       | Nigeria               | Nigeria               | 1                             | 1        |                      |                      |                      |                      |
|  | Nigeria               | Nigeria               | Nigeria               | Nigeria               | 1                             | 1        | 1                    | 1                    |                      |                      |
|  | Nigeria               | Nigeria               |                       |                       |                               |          |                      | 1                    |                      |                      |
|  | Afrique du Sud        | Afrique du Sud        | 0                     | 0                     |                               |          |                      |                      |                      |                      |
|  | Afrique du Sud        | Afrique du Sud        | 0                     | 0                     | Match pour la troisième place |          |                      |                      |                      |                      |
|  |                       |                       |                       |                       |                               |          |                      |                      |                      |                      |
|  | 2 décembre à Yaoundé  |                       |                       |                       |                               |          |                      |                      |                      |                      |
|  | Ghana                 | Ghana                 | 1                     | 1                     |                               |          |                      |                      |                      |                      |
|  | Ghana                 | Ghana                 | 1                     | 1                     |                               |          |                      |                      |                      |                      |
|  | Afrique du Sud        | Afrique du Sud        | 0                     | 0                     |                               |          |                      |                      |                      |                      |
|  | Afrique du Sud        | Afrique du Sud        | 0                     | 0                     |                               |          |                      |                      |                      |                      |

### Demi-finales
| 29 novembre 2016 | Cameroun    | 1–0 | Ghana | Stade Ahmadou Ahidjo, Yaoundé |                           |
| 16:00            | Feudjio 72e |     |       | Arbitrage : Gladys Lengwe     | Arbitrage : Gladys Lengwe |
| 16:00            | Rapport     |     |       | Arbitrage : Gladys Lengwe     | Arbitrage : Gladys Lengwe |

| 29 novembre 2016 | Nigeria        | 1–0 | Afrique du Sud | Stade de Limbé, Limbé     |                           |
| 19:00            | Oparanozie 54e |     |                | Arbitrage : Lidya Tafesse | Arbitrage : Lidya Tafesse |
| 19:00            | Rapport        |     |                | Arbitrage : Lidya Tafesse | Arbitrage : Lidya Tafesse |

### Match pour la troisième place
| 2 décembre 2016 | Ghana     | 1–0 | Afrique du Sud | Stade Ahmadou Ahidjo, Yaoundé       |                                     |
| 15:30           | Eshun 48e |     |                | Arbitrage : Jonesia Rukyaa Kabakama | Arbitrage : Jonesia Rukyaa Kabakama |
| 15:30           | Rapport   |     |                | Arbitrage : Jonesia Rukyaa Kabakama | Arbitrage : Jonesia Rukyaa Kabakama |

### Finale
| 3 décembre 2016 | Cameroun | 0–1 | Nigeria        | Stade Ahmadou Ahidjo, Yaoundé    |                                  |
| 15:30           |          |     | 83e Oparanozie | Arbitrage : Aissata Ameyo Amegee | Arbitrage : Aissata Ameyo Amegee |
| 15:30           | Rapport  |     |                | Arbitrage : Aissata Ameyo Amegee | Arbitrage : Aissata Ameyo Amegee |

## Récompenses
| Prix              | Lauréat | Équipe |
| ----------------- | --- | --- |
| Meilleure joueuse | Gabrielle Onguéné | Cameroun |
| Meilleure buteuse | Asisat Oshoala (6 buts) | Nigeria |
| Prix du fair-play | Cameroun | Cameroun |
| XI du tournoi     | Gardienne de but : Annette Ngo Ndom Défenseuses : Claudine Meffometou Osinachi Ohale Janine Van Wyk Linda Eshun Milieux de terrain : Jermaine Seoposenwe Raïssa Feudjio Elizabeth Addo Gabrielle Aboudi Onguene Attaquantes : Ugochi Desire Oparanozie Asisat Lamina Oshoala Remplaçantes : Alaba Jonathan Marie-Aurelle Awona Janet Egyir Francisca Ordega Portia Boakye Nothando Vilakazi | Gardienne de but : Annette Ngo Ndom Défenseuses : Claudine Meffometou Osinachi Ohale Janine Van Wyk Linda Eshun Milieux de terrain : Jermaine Seoposenwe Raïssa Feudjio Elizabeth Addo Gabrielle Aboudi Onguene Attaquantes : Ugochi Desire Oparanozie Asisat Lamina Oshoala Remplaçantes : Alaba Jonathan Marie-Aurelle Awona Janet Egyir Francisca Ordega Portia Boakye Nothando Vilakazi |

## Galerie

Performances lors de la cérémonie d'ouverture à Yaoundé
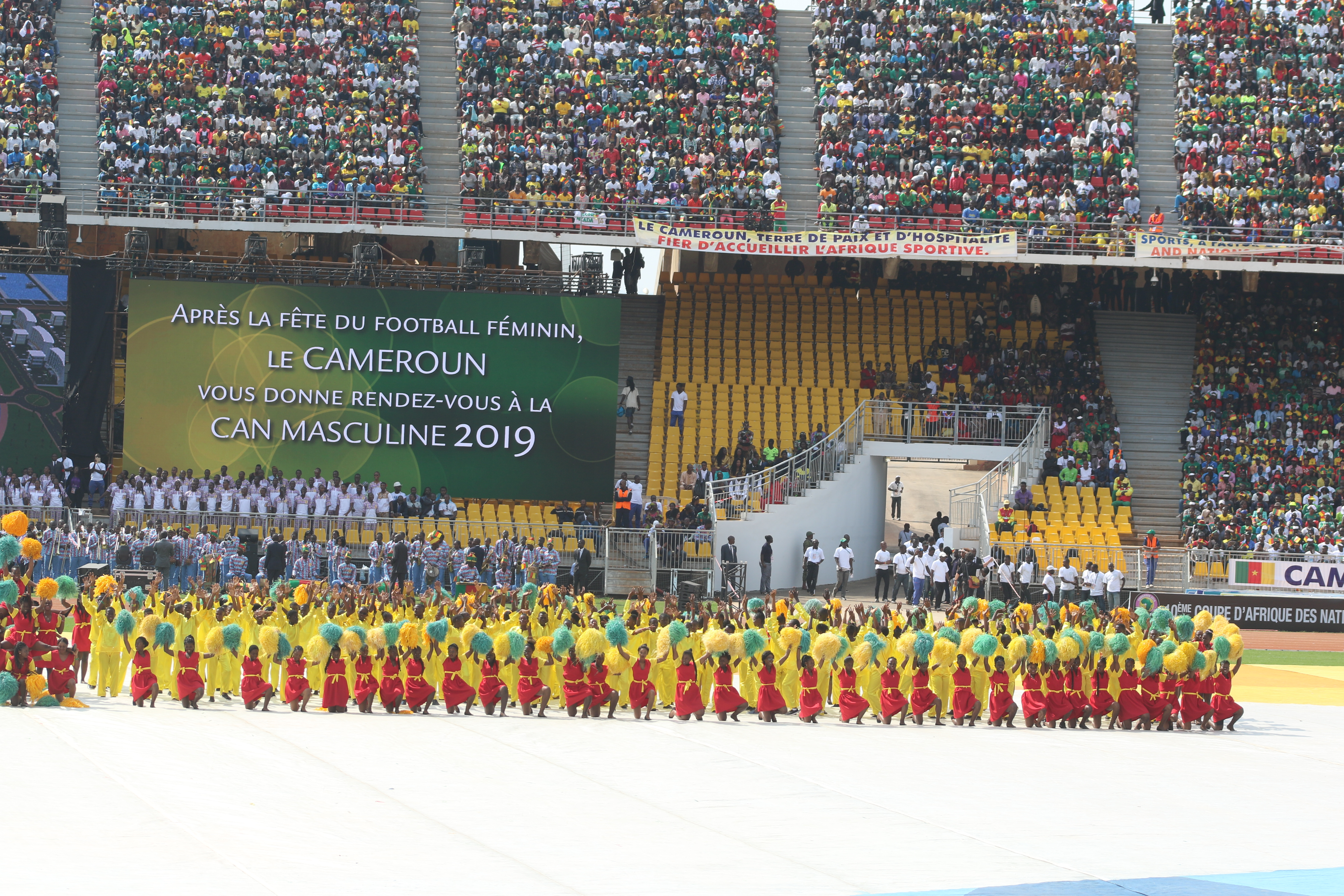
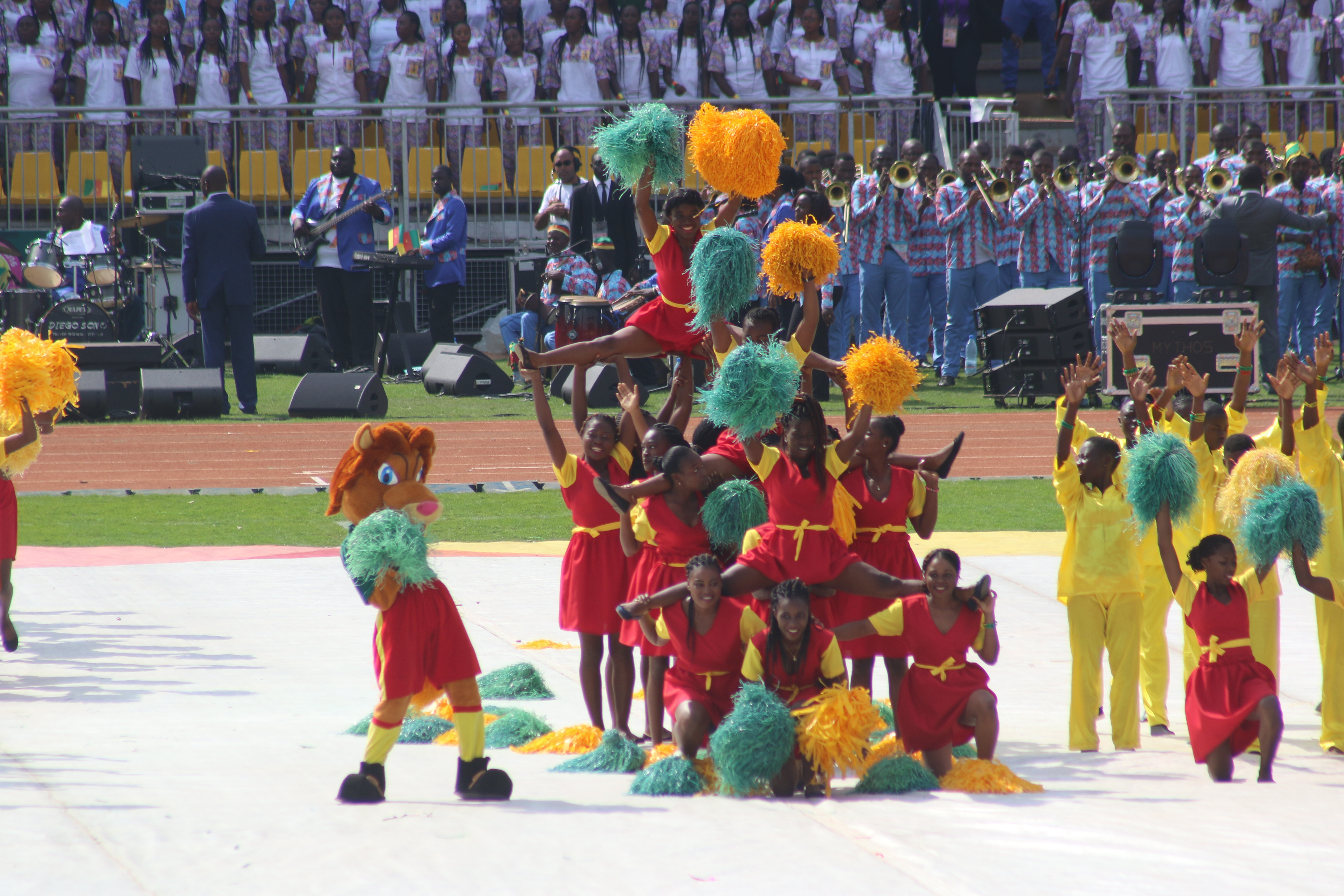
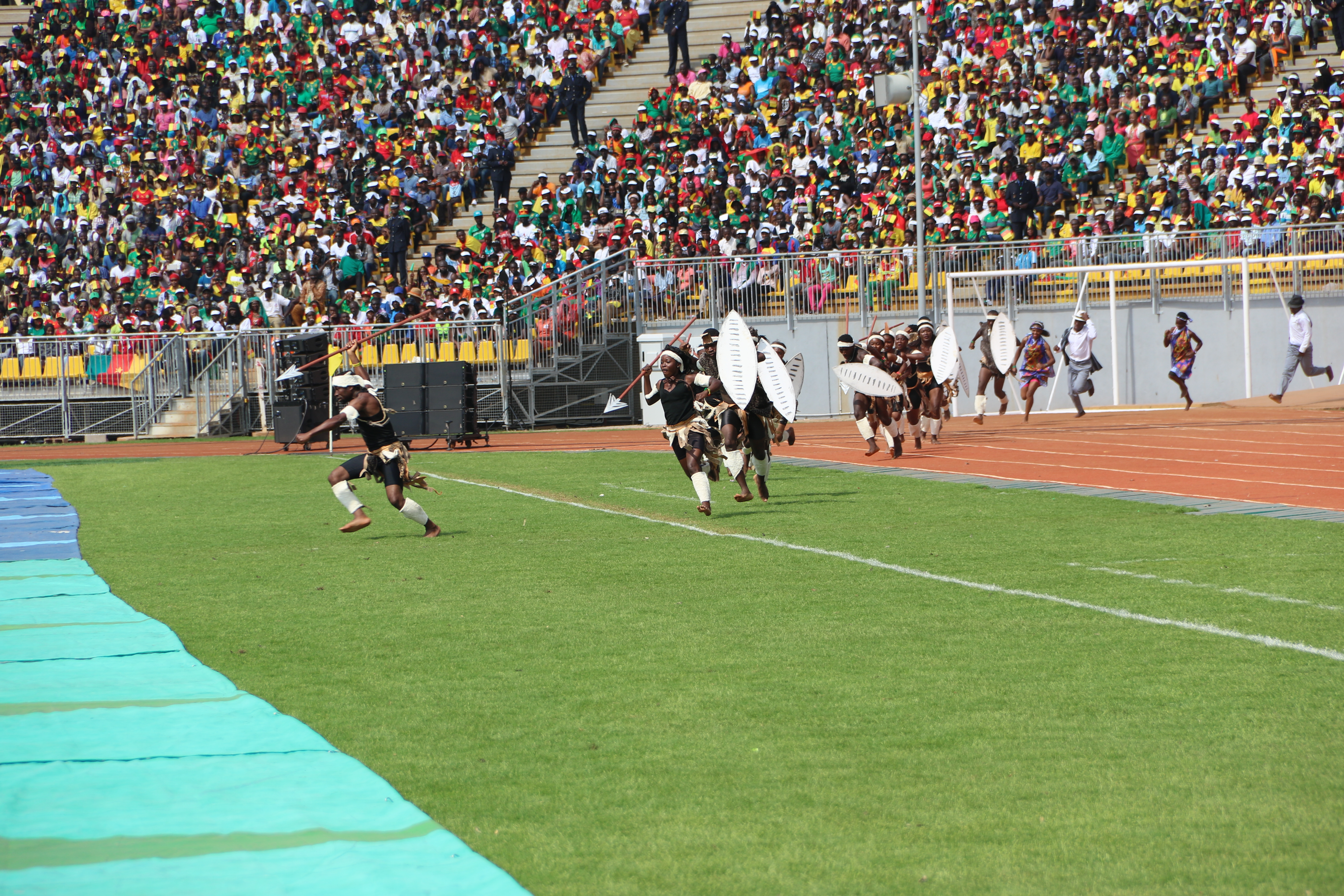
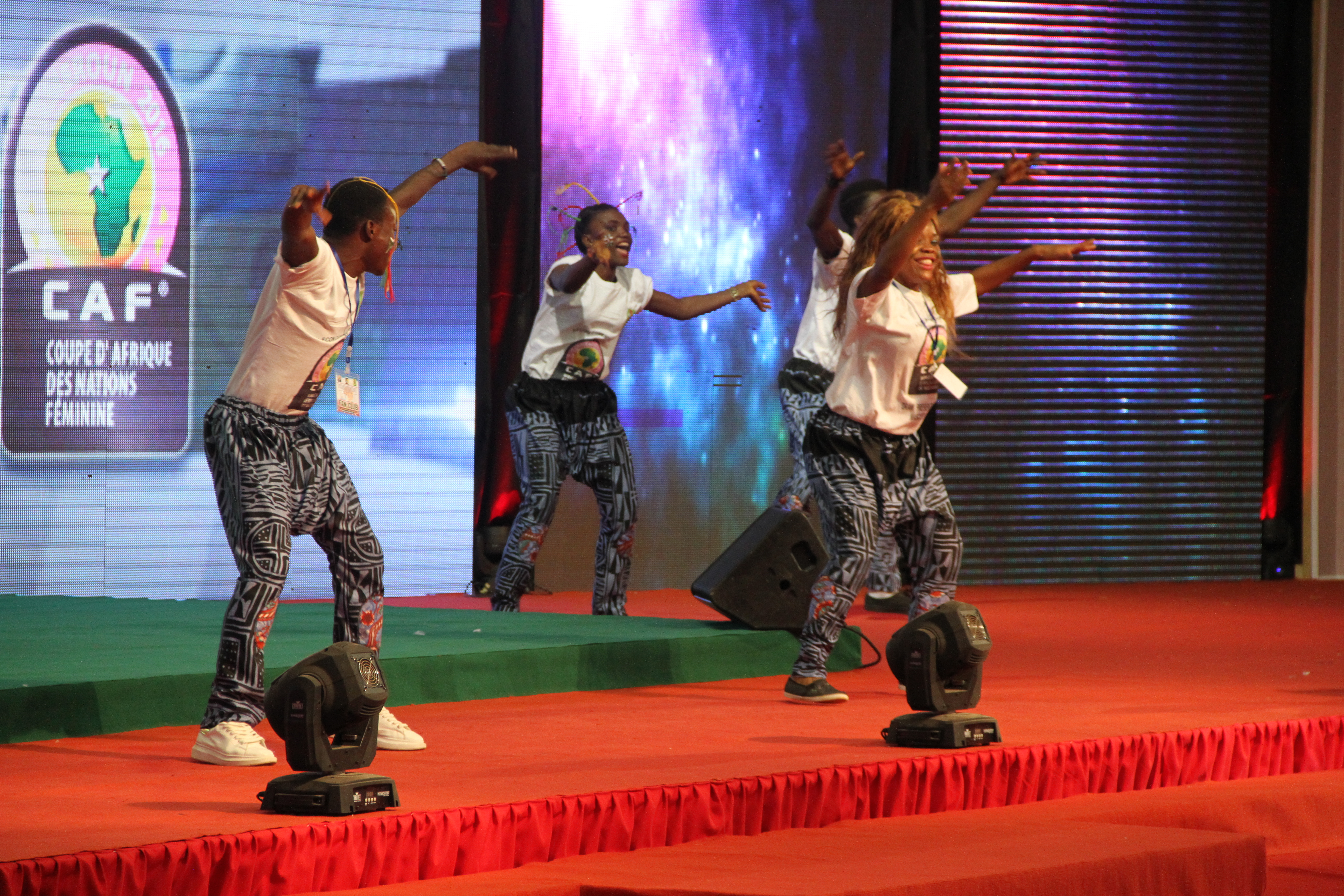
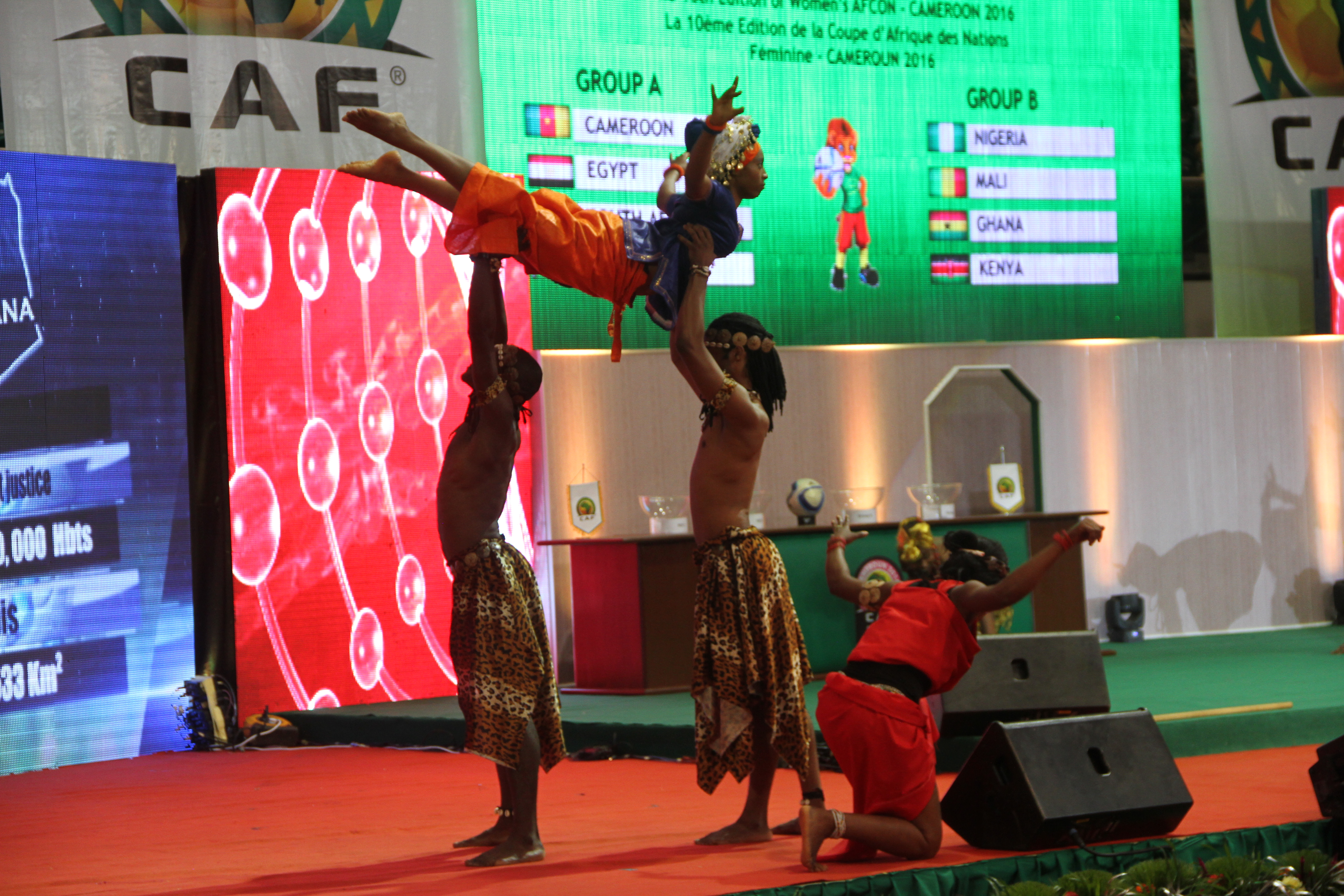
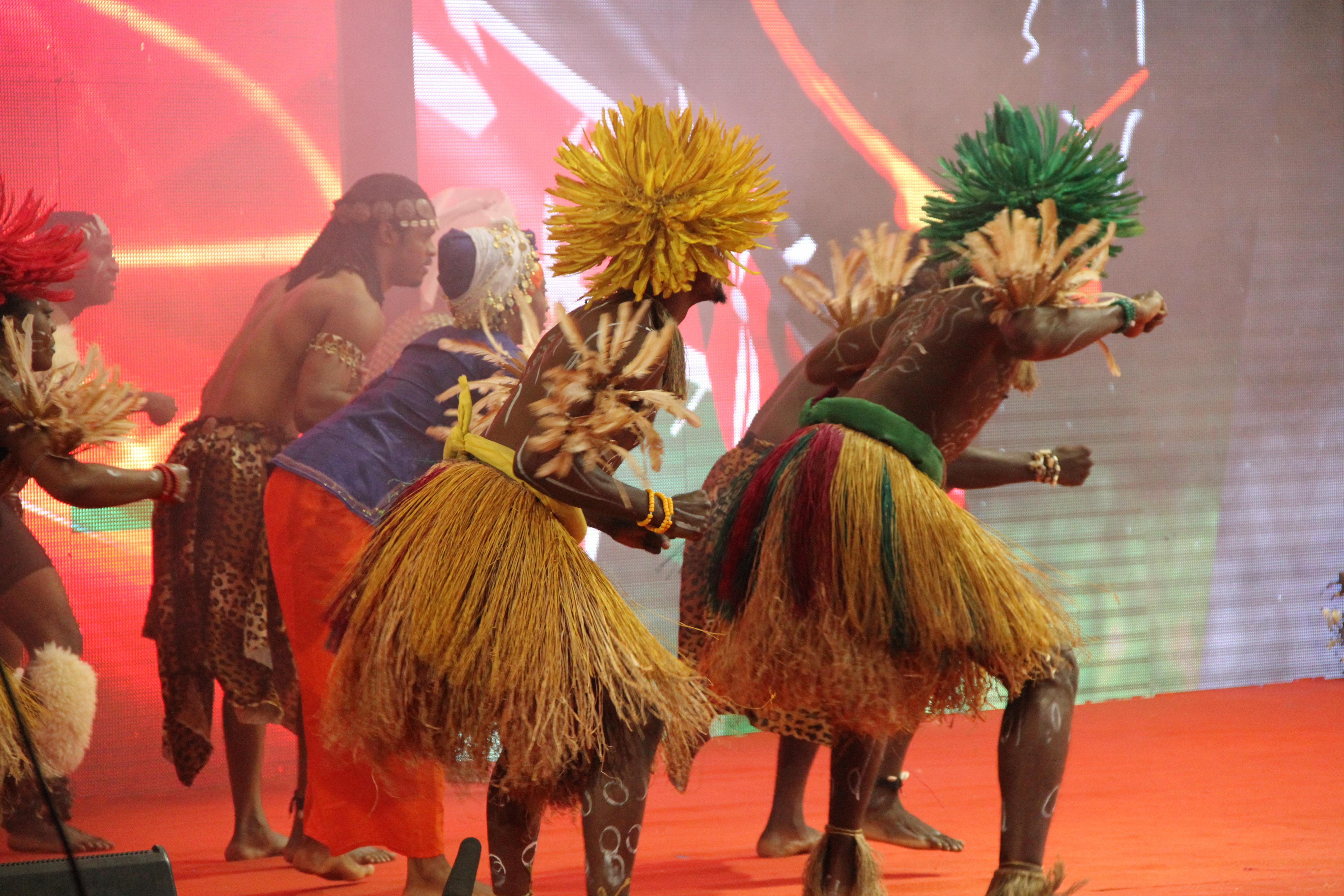
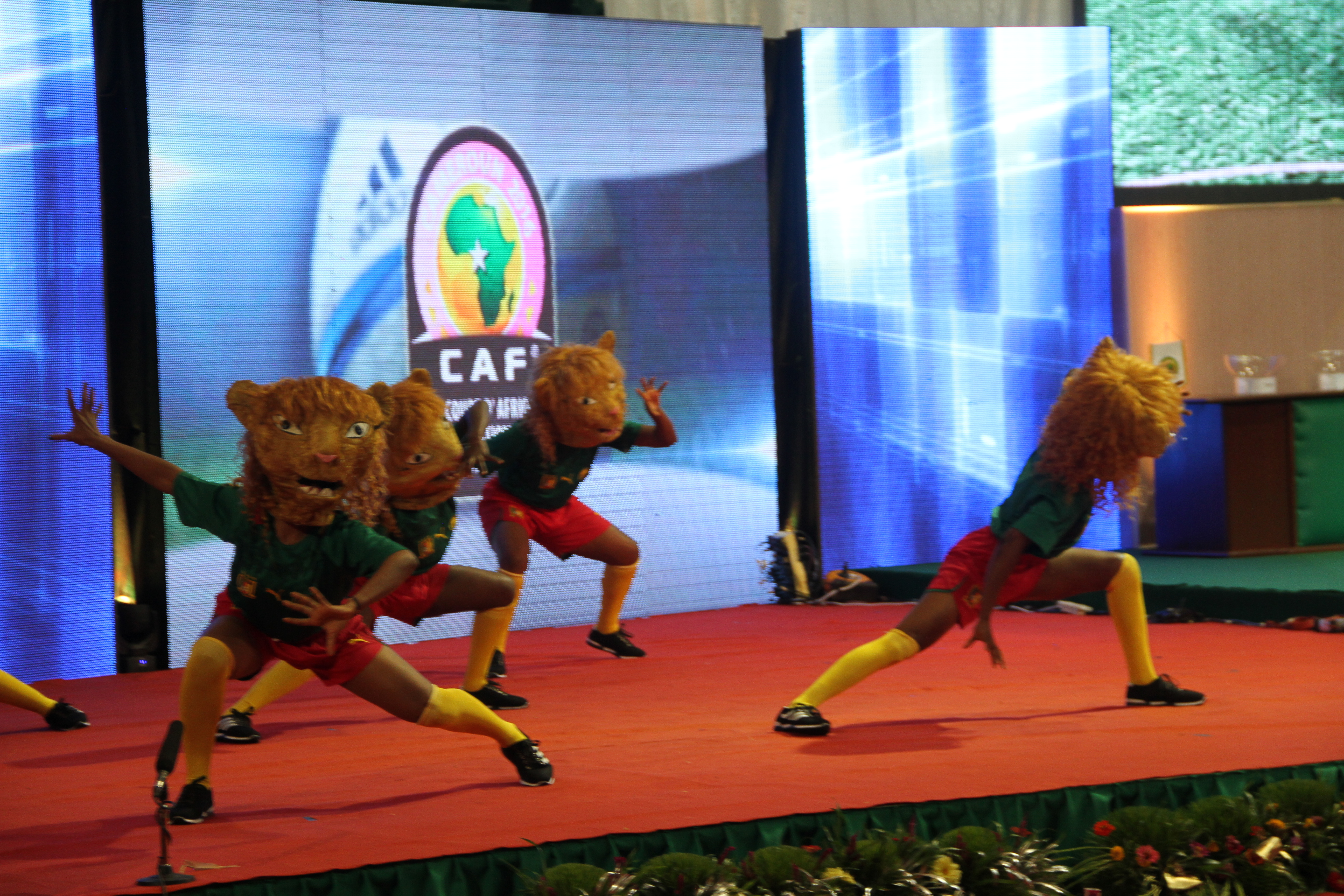
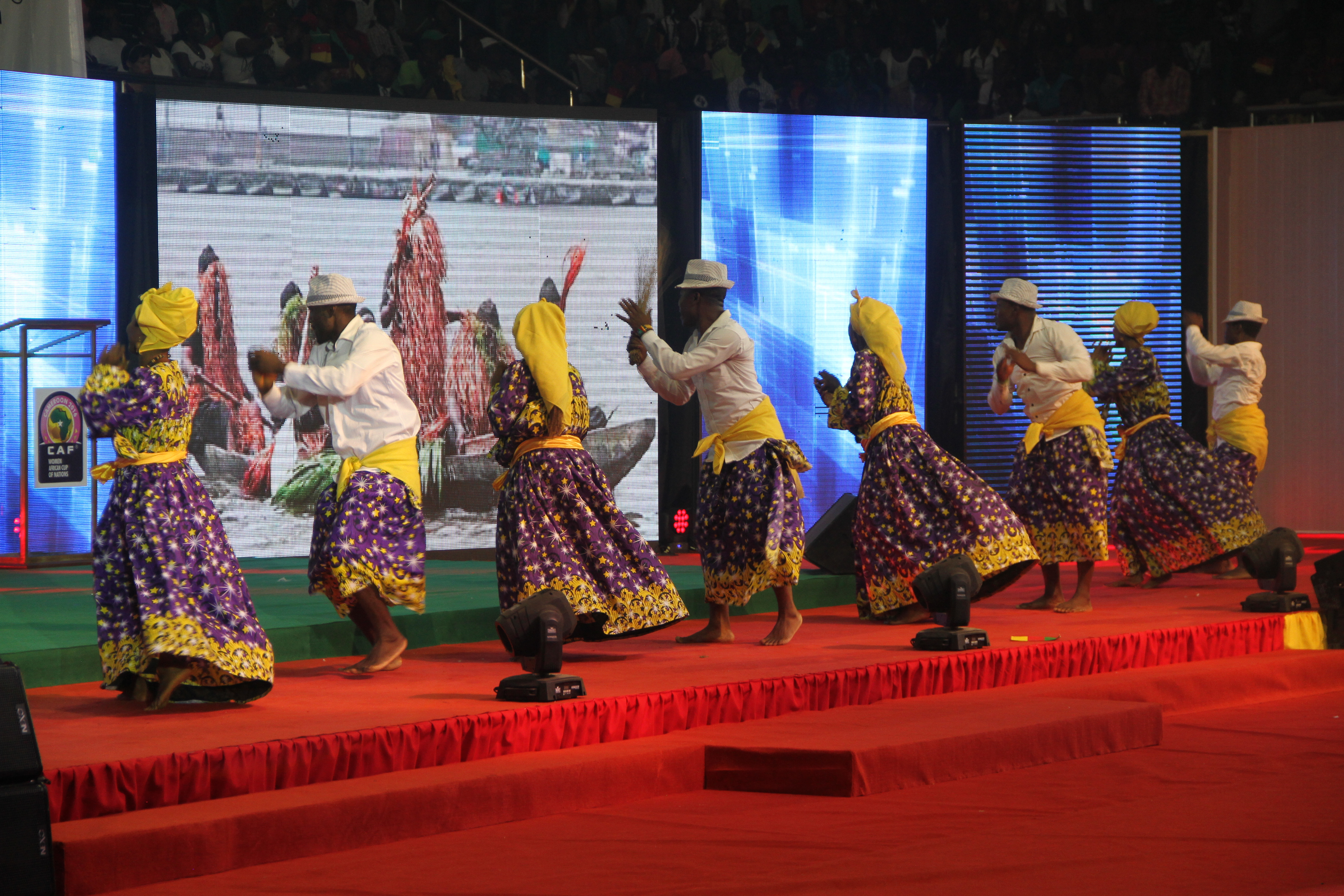
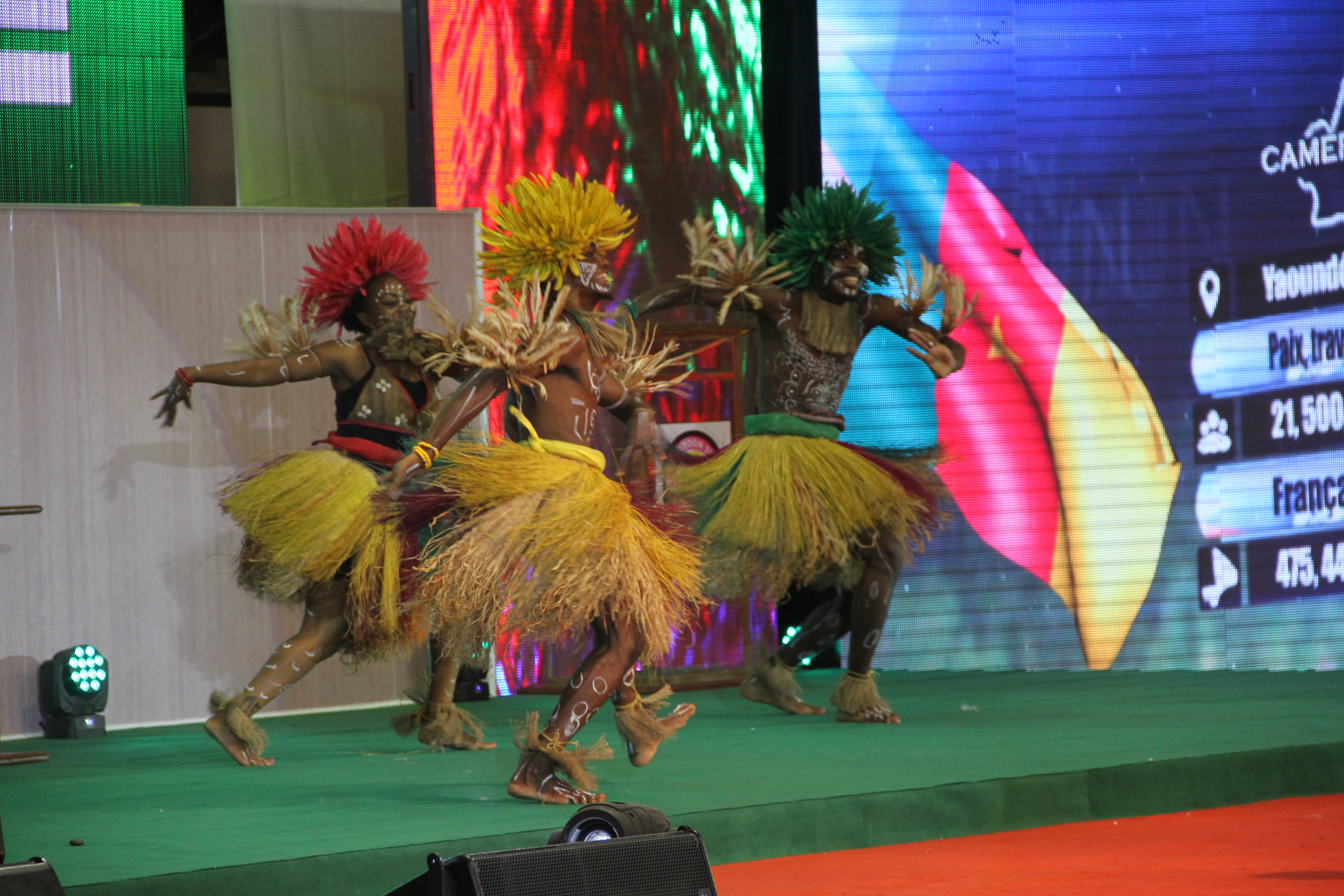
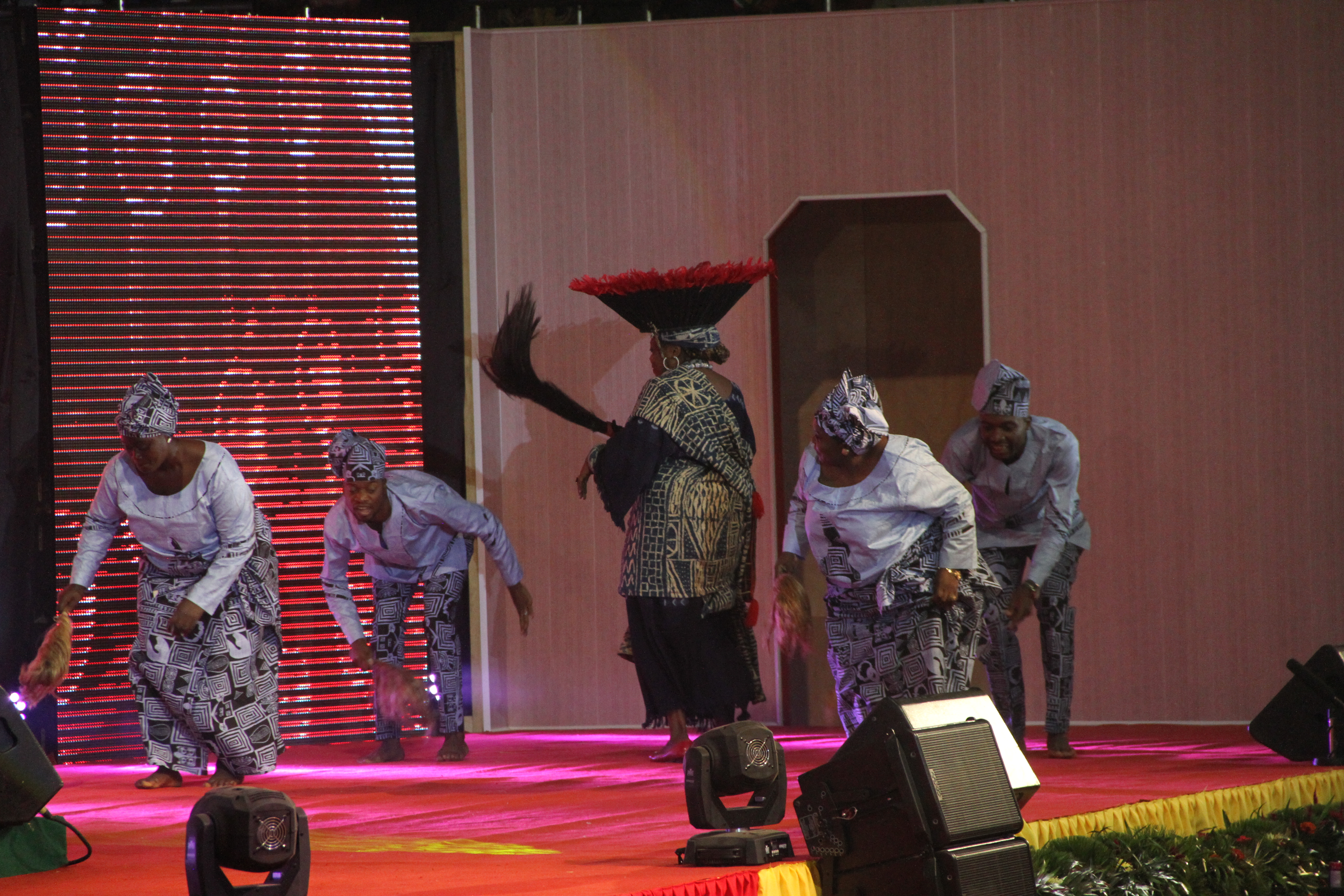
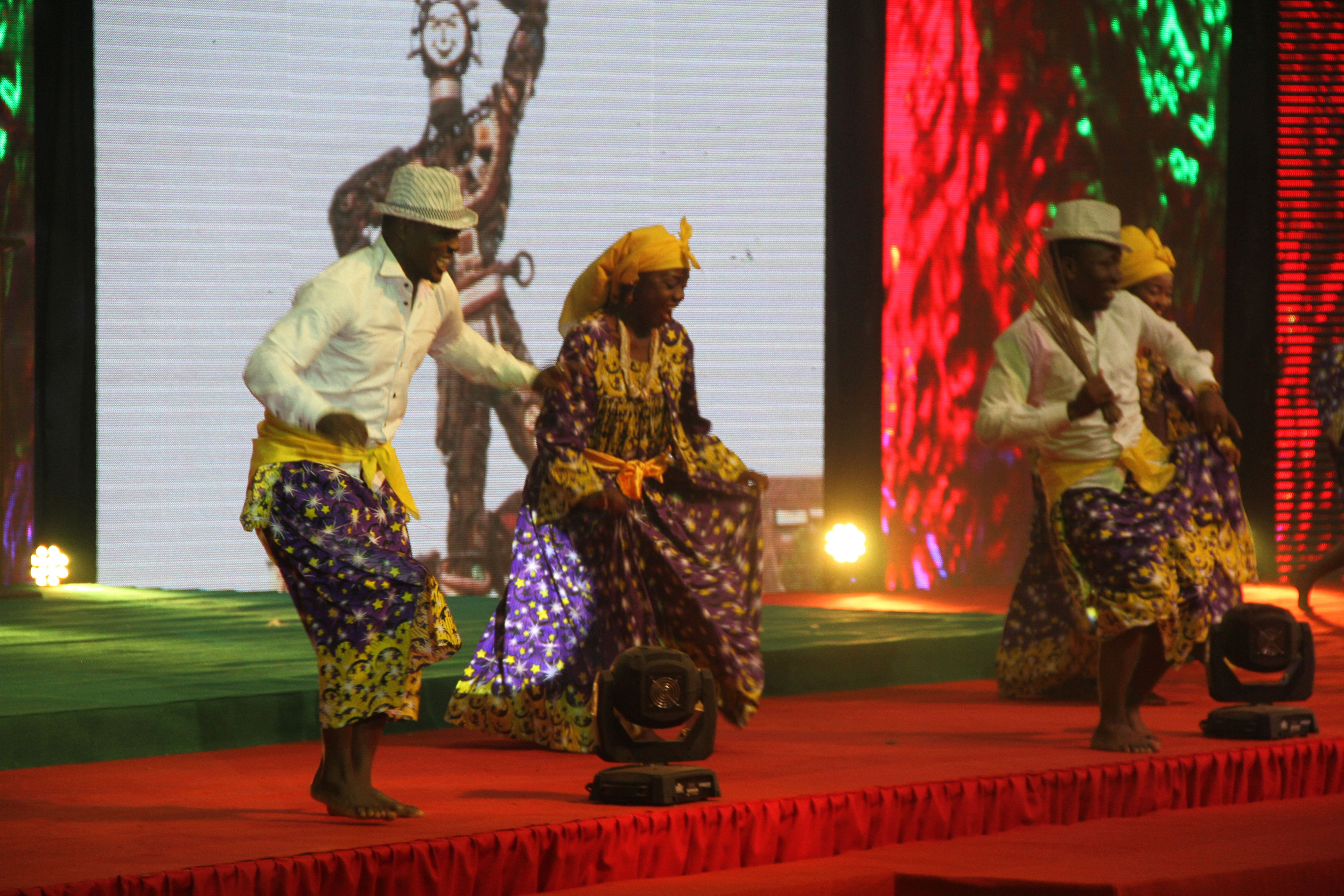
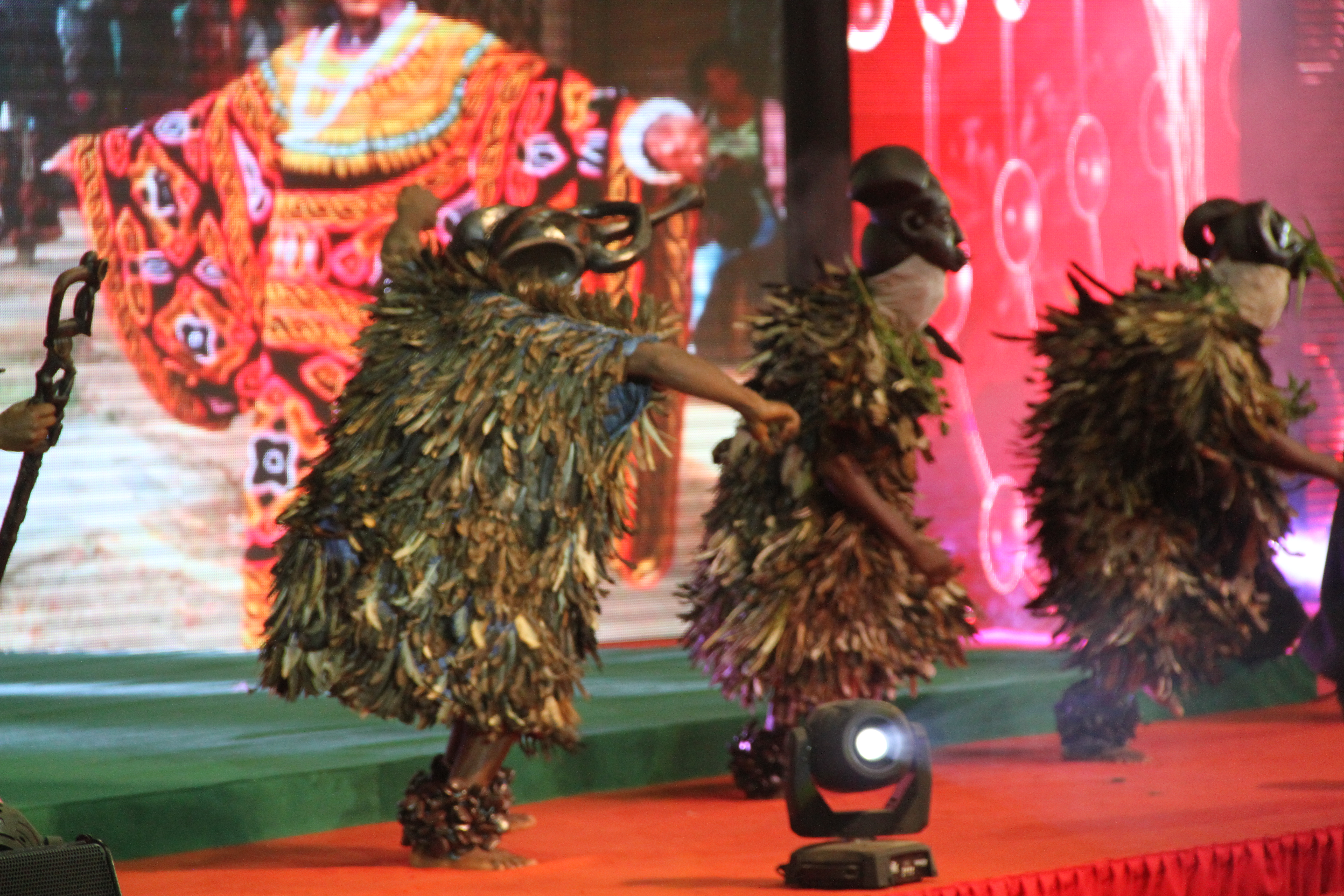
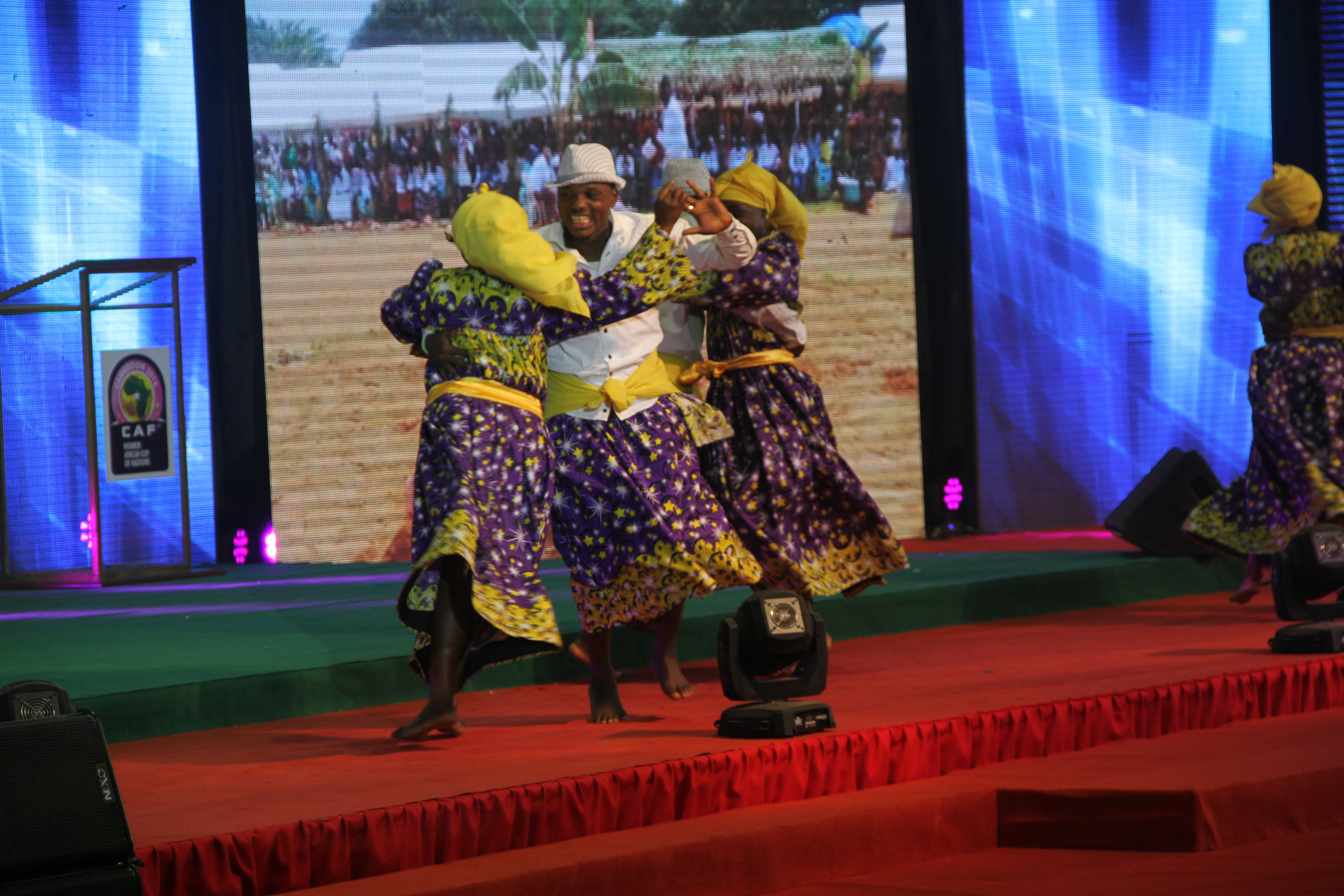
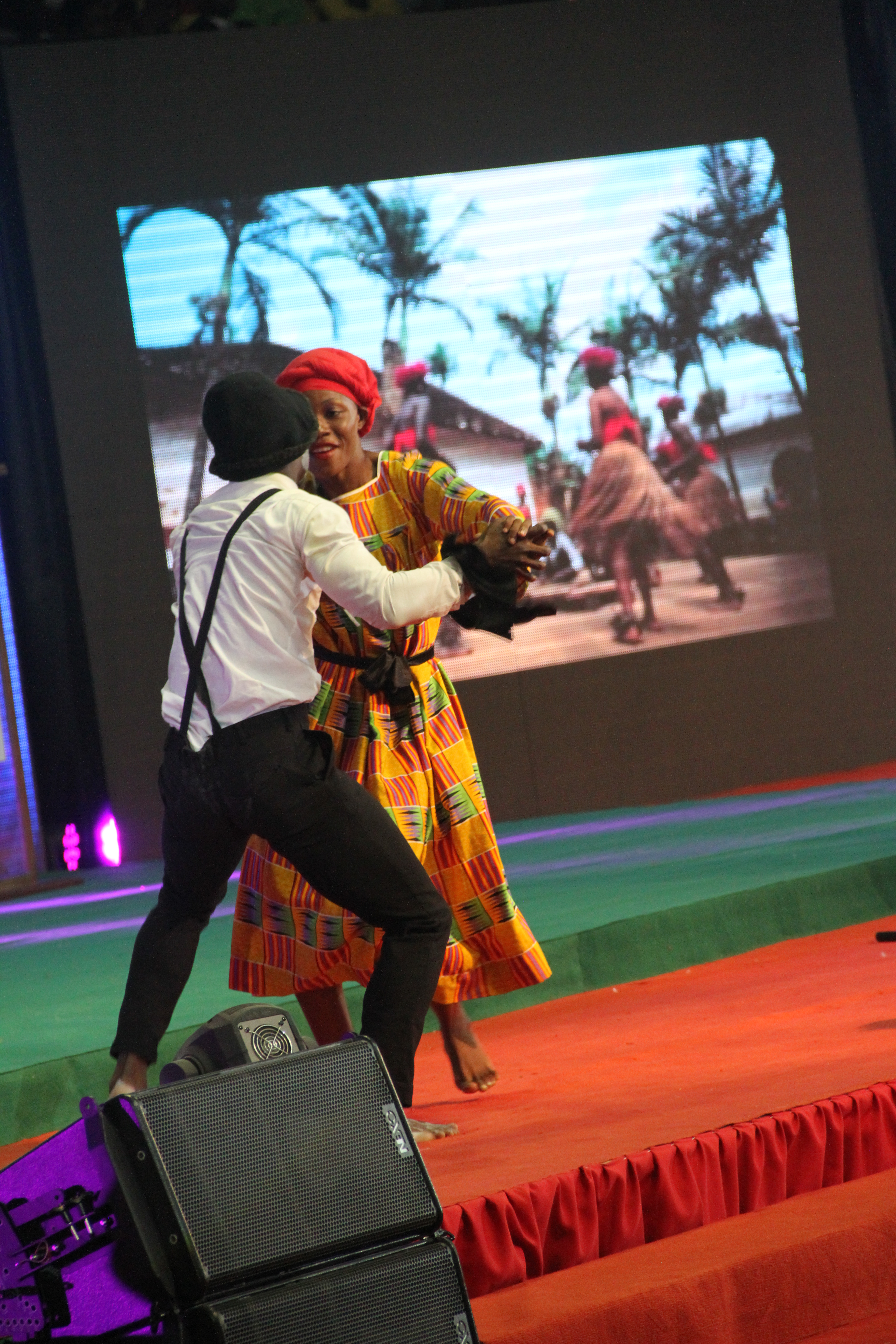
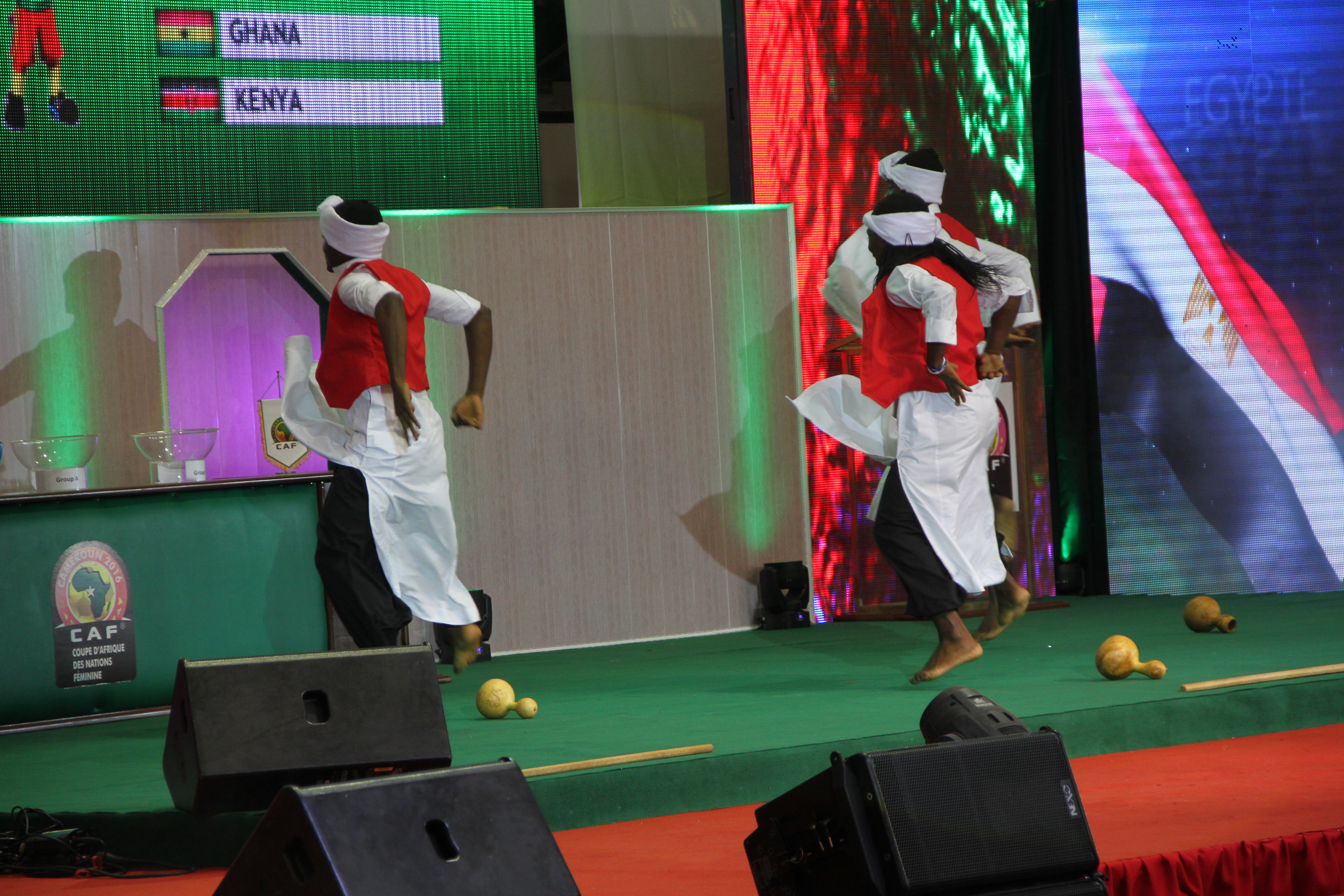
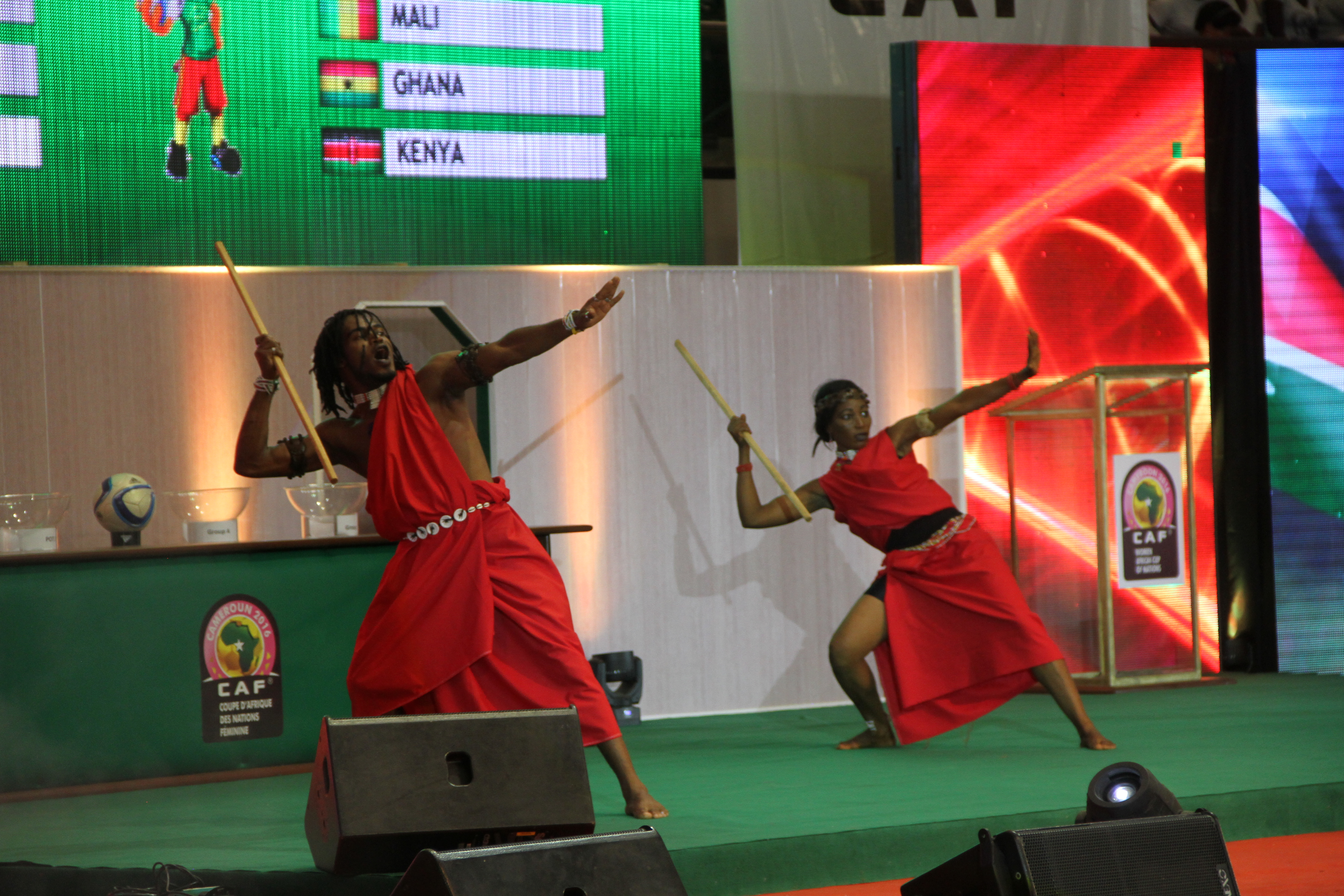
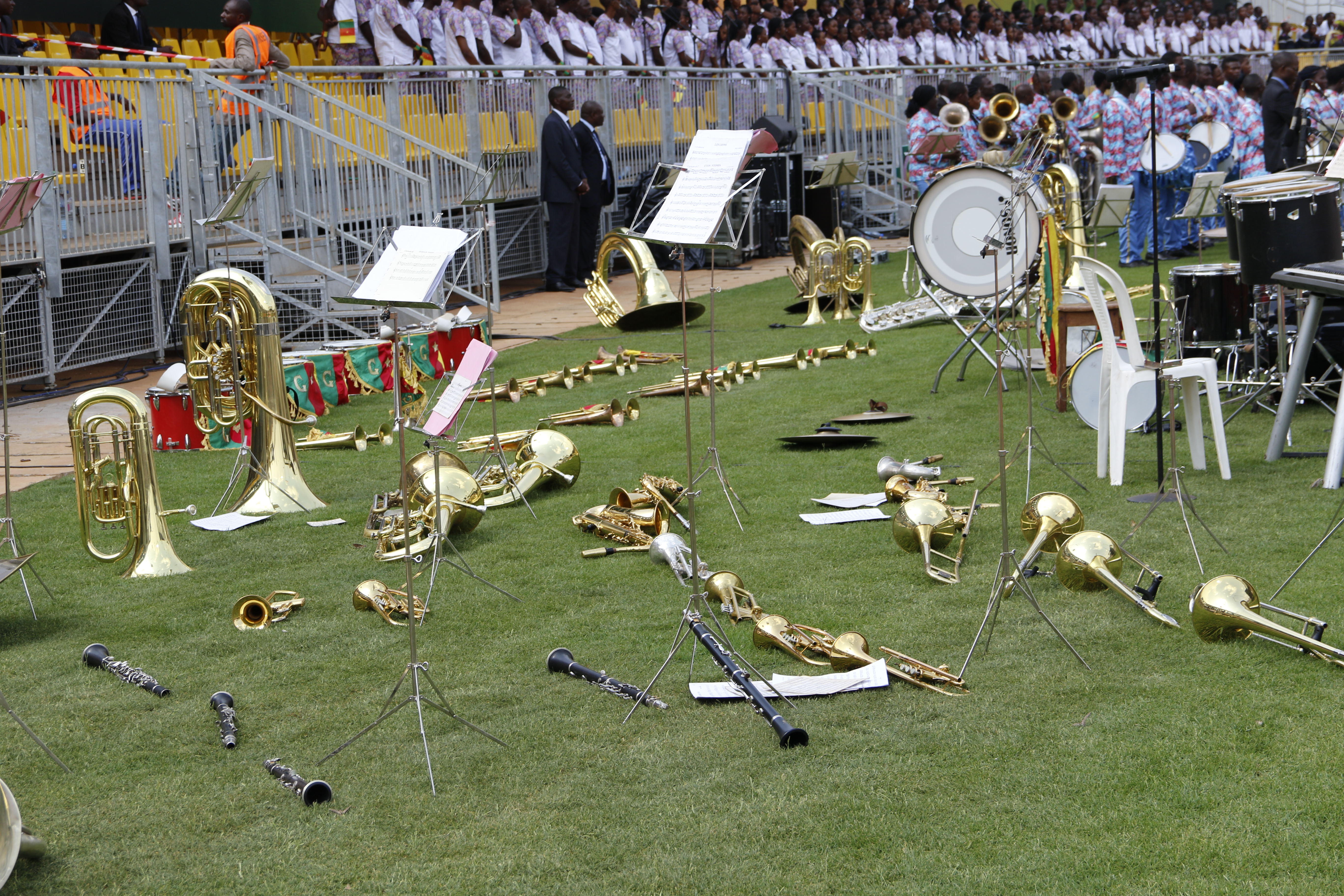
Instruments de musique
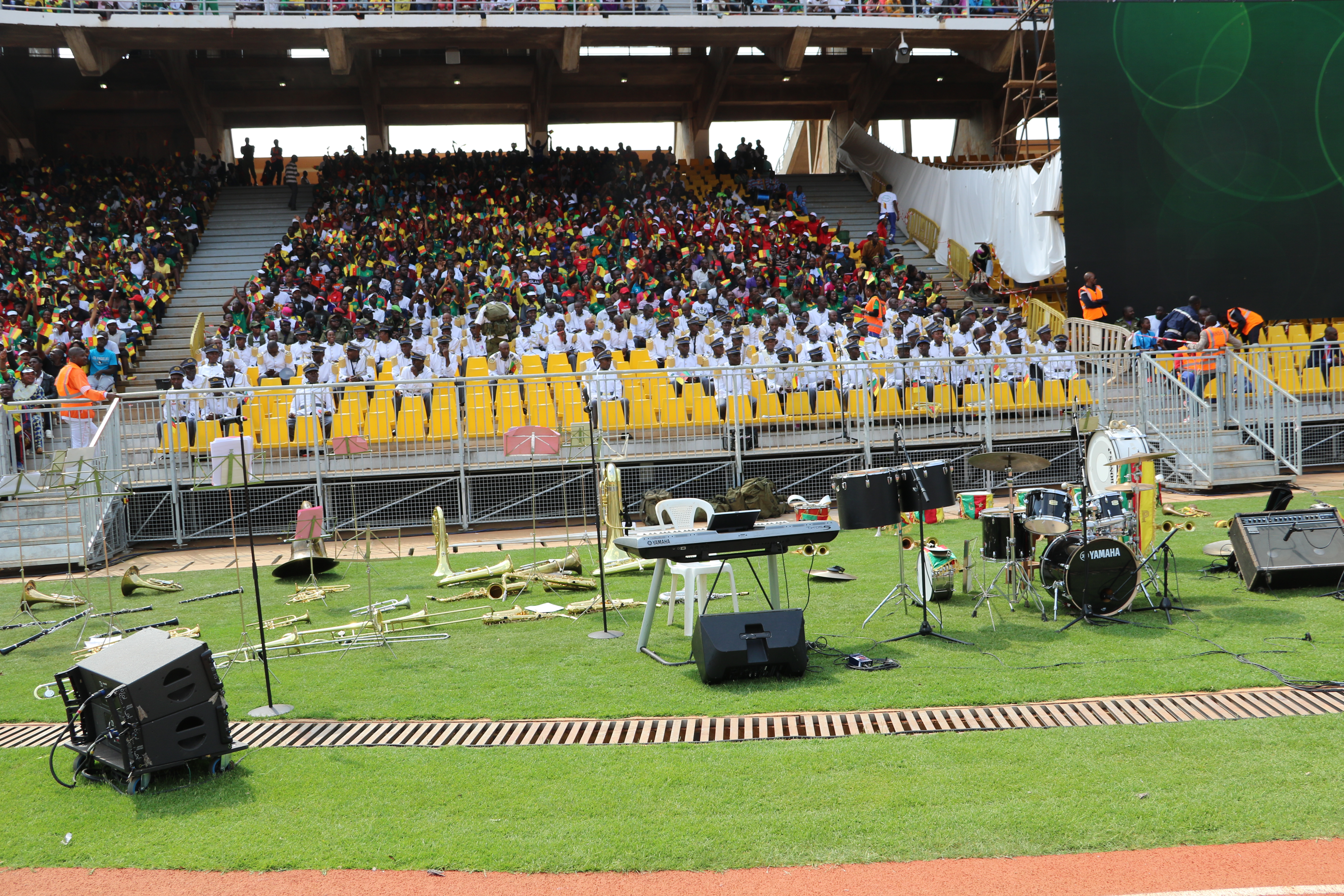
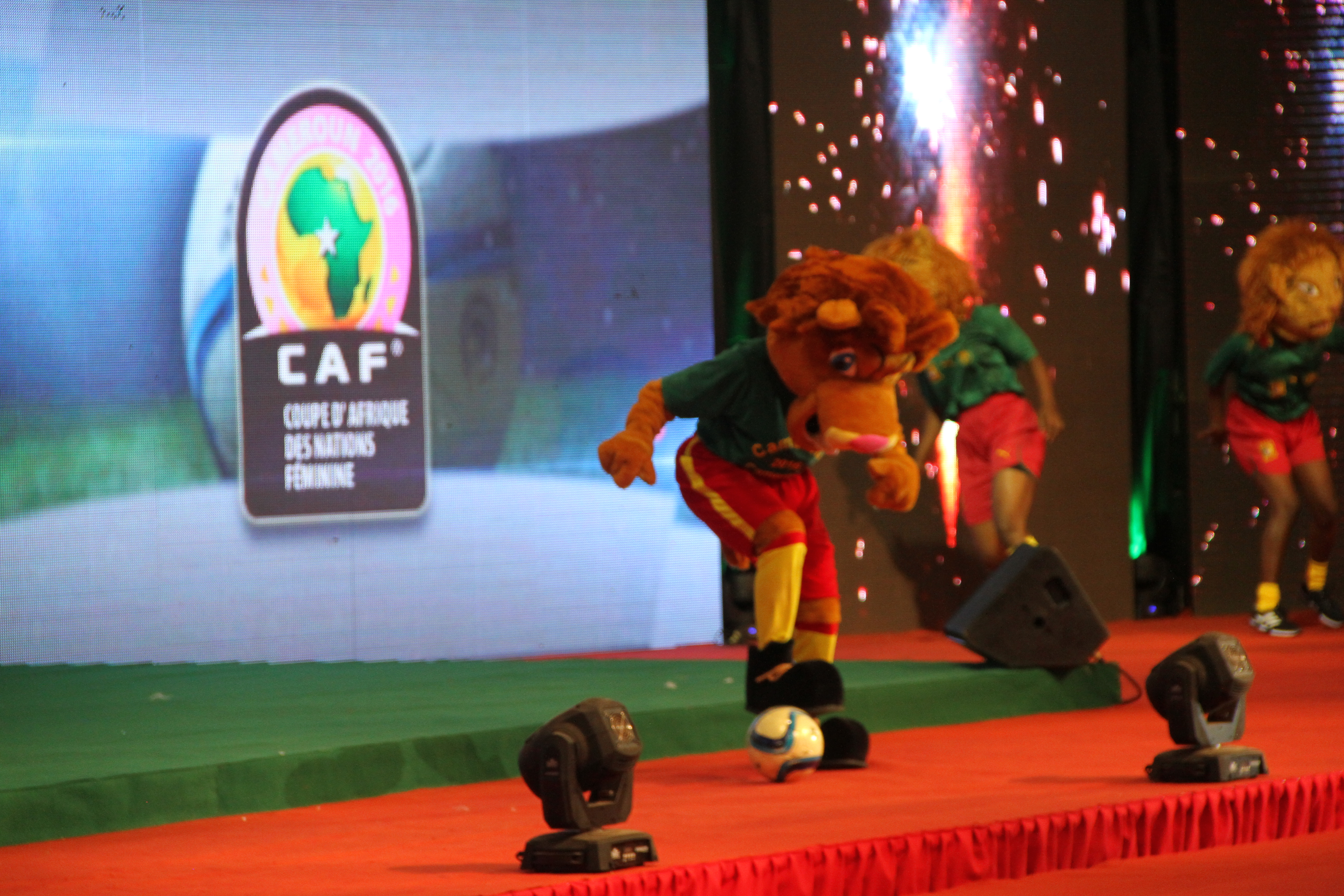
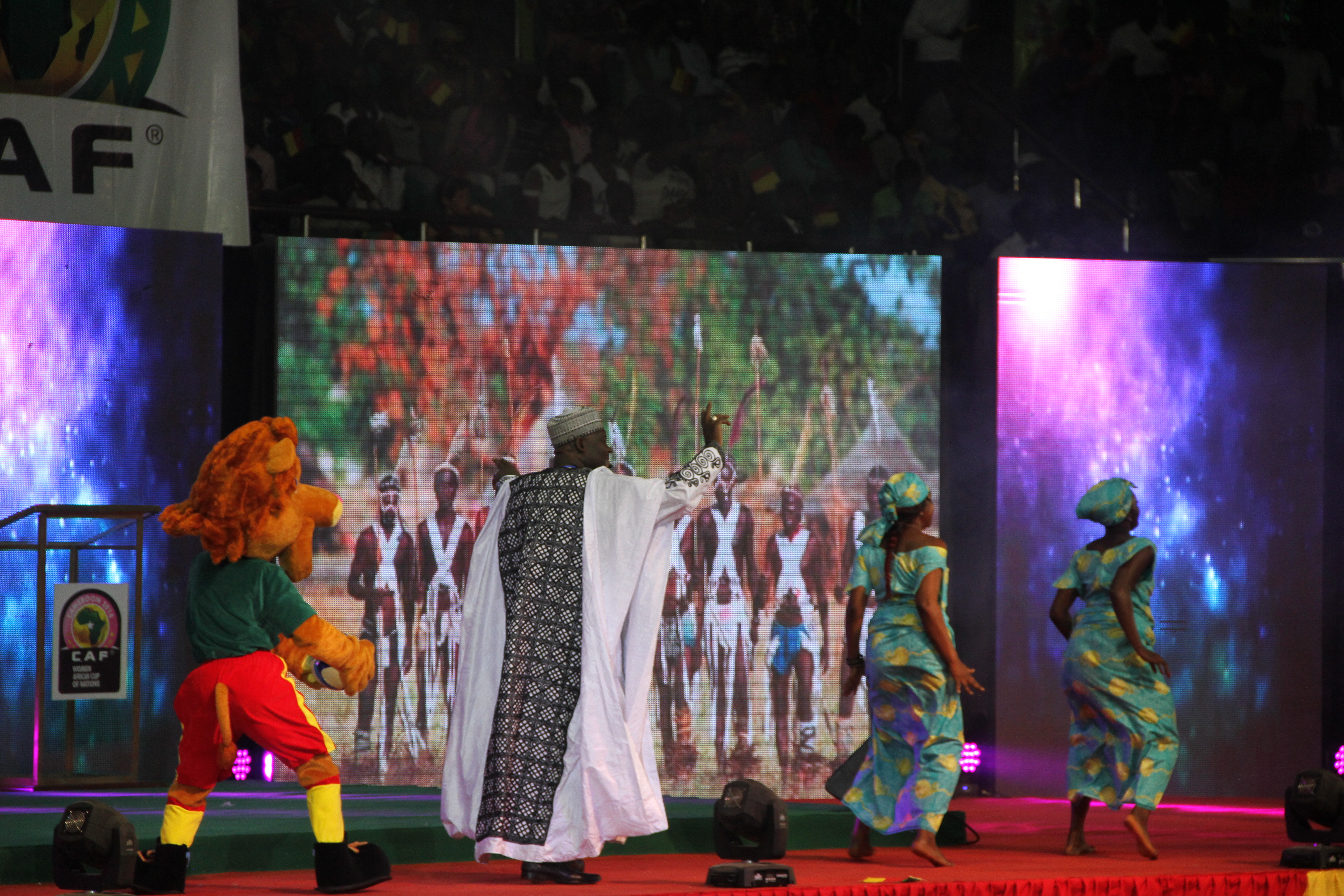
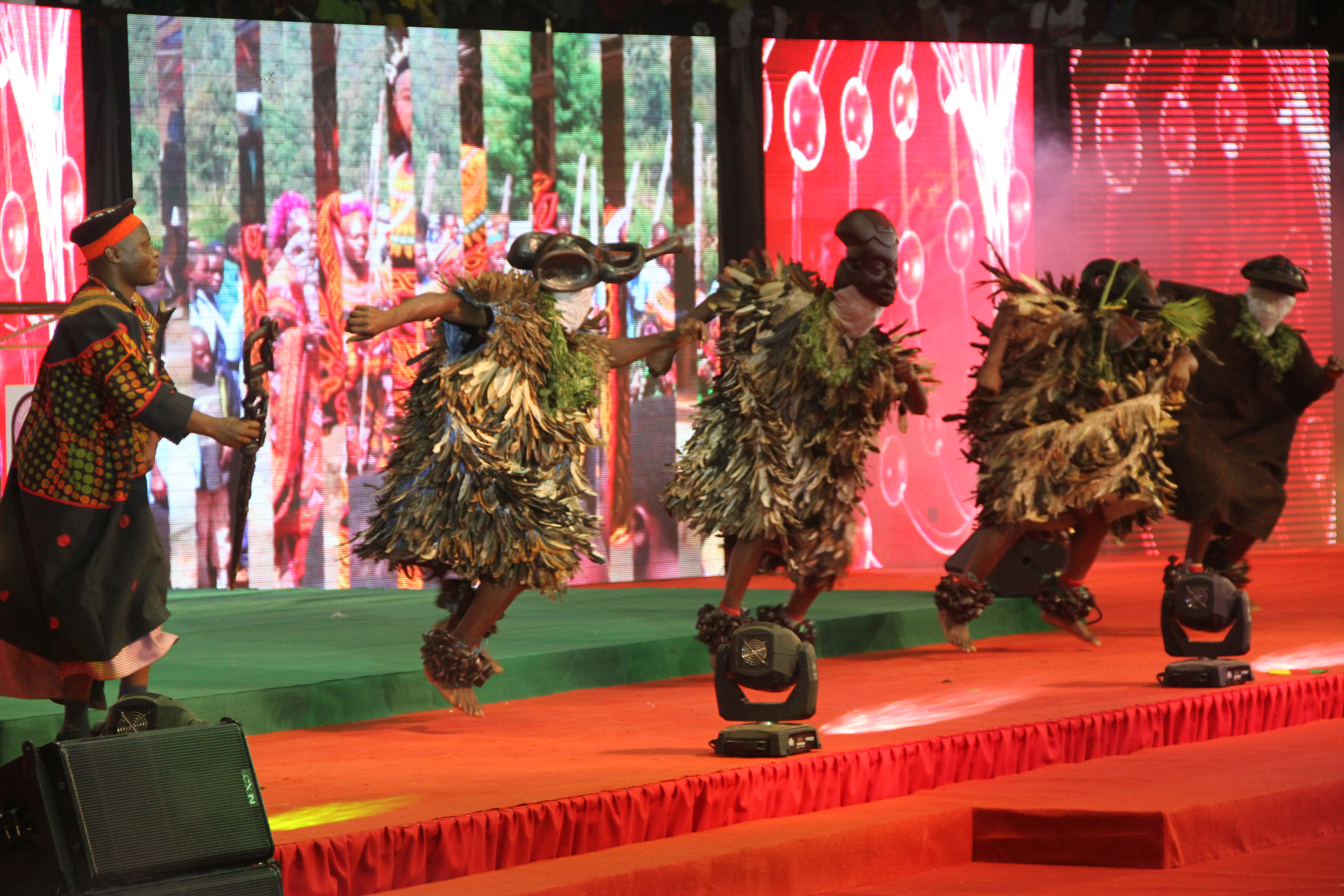
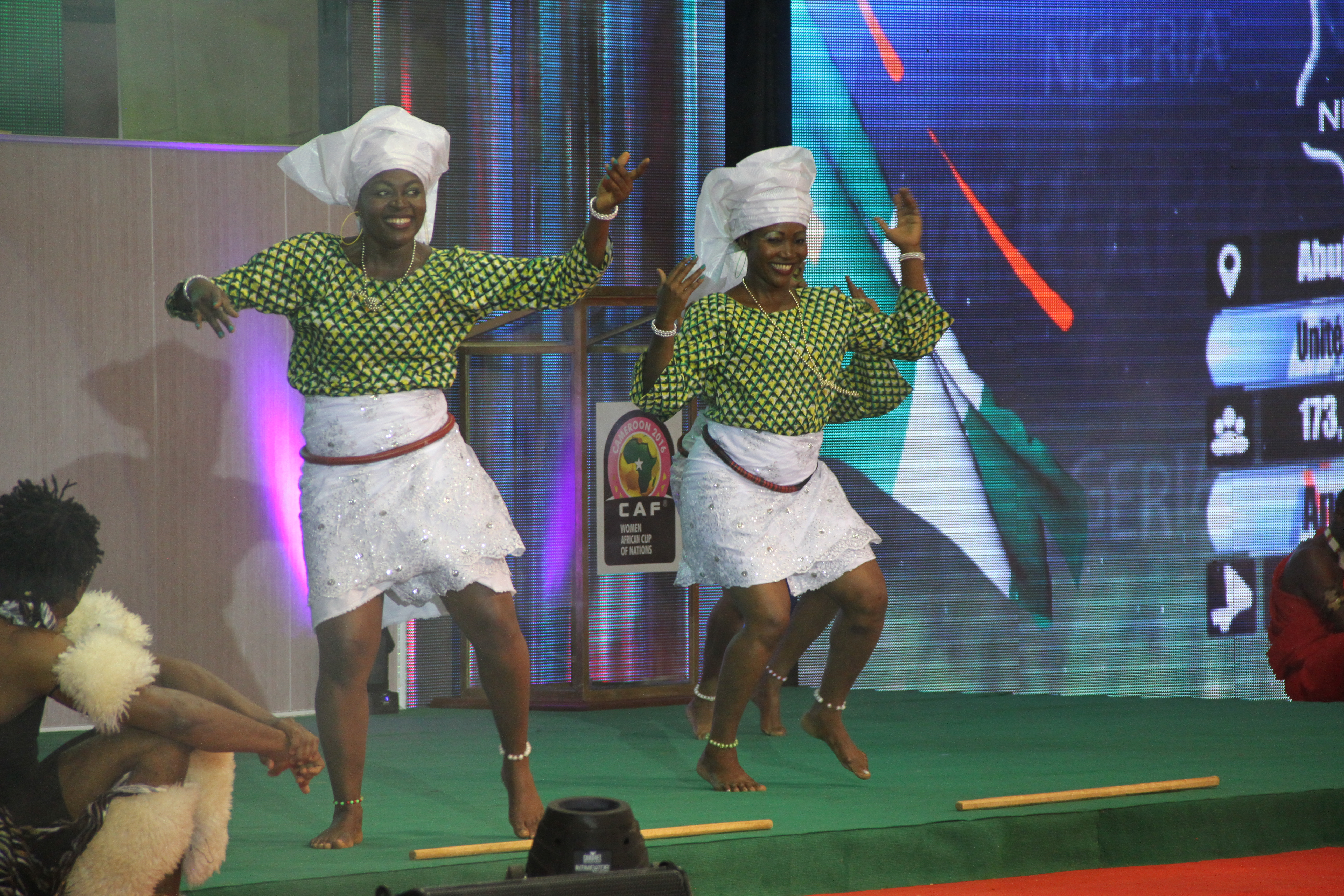
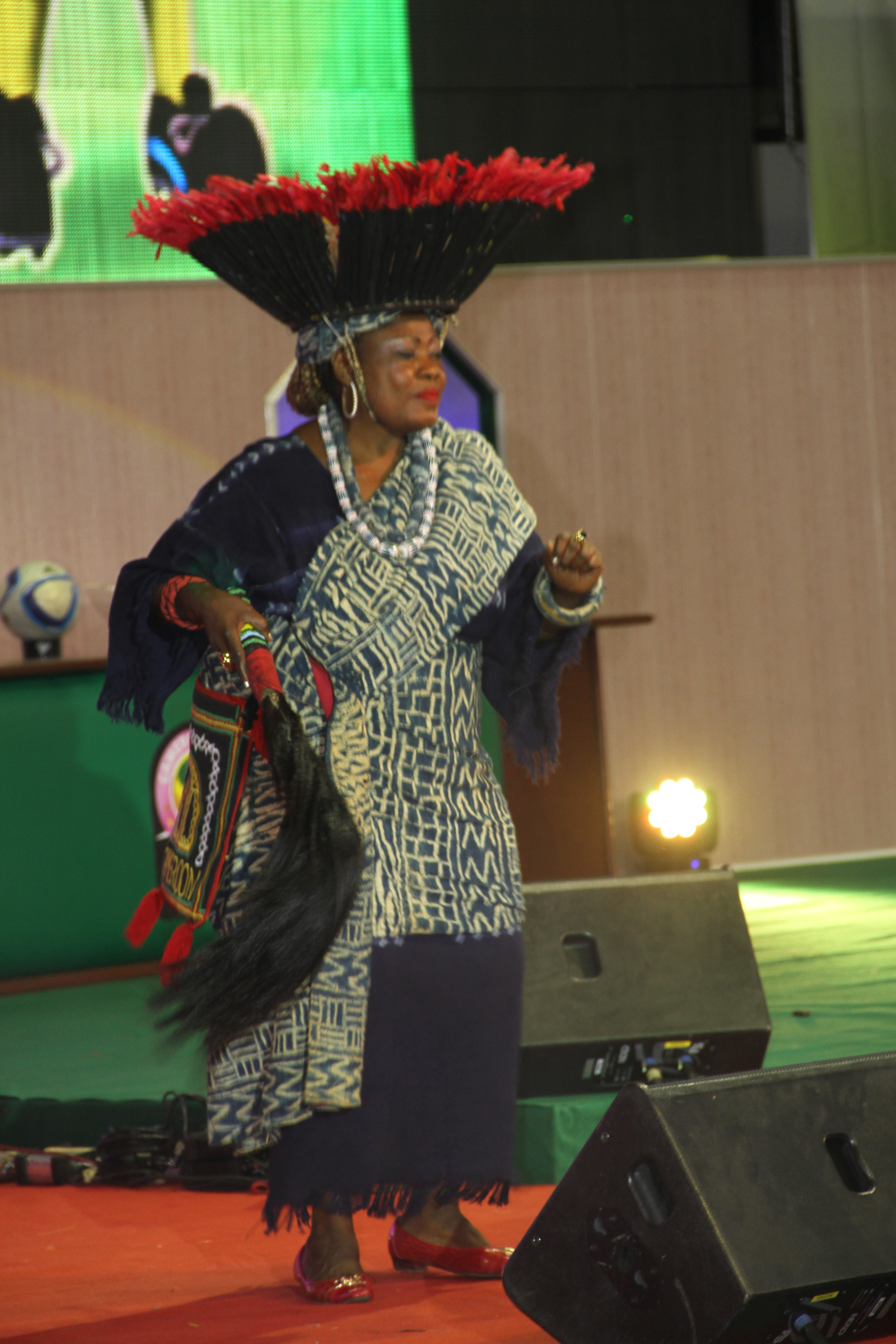
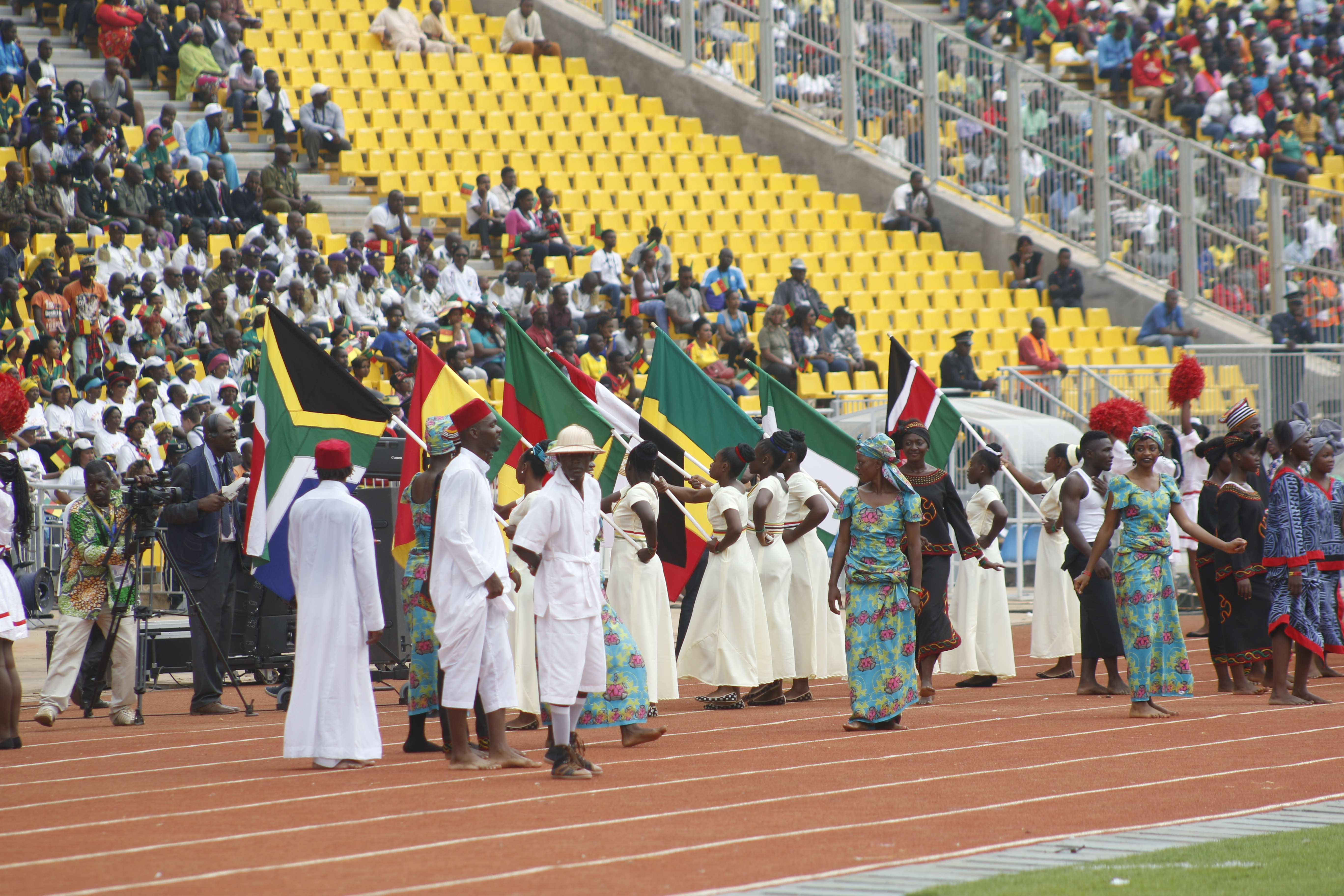
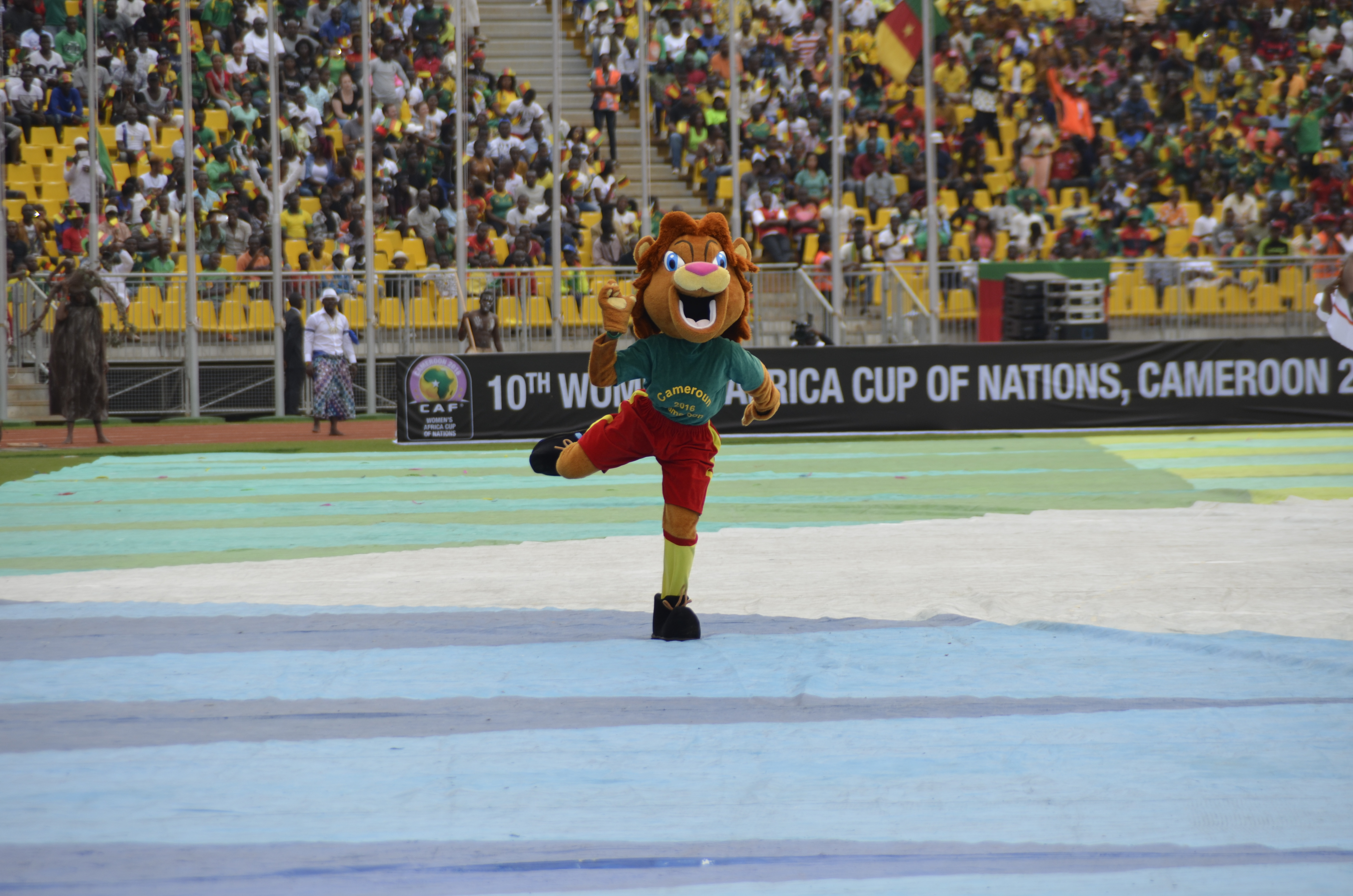
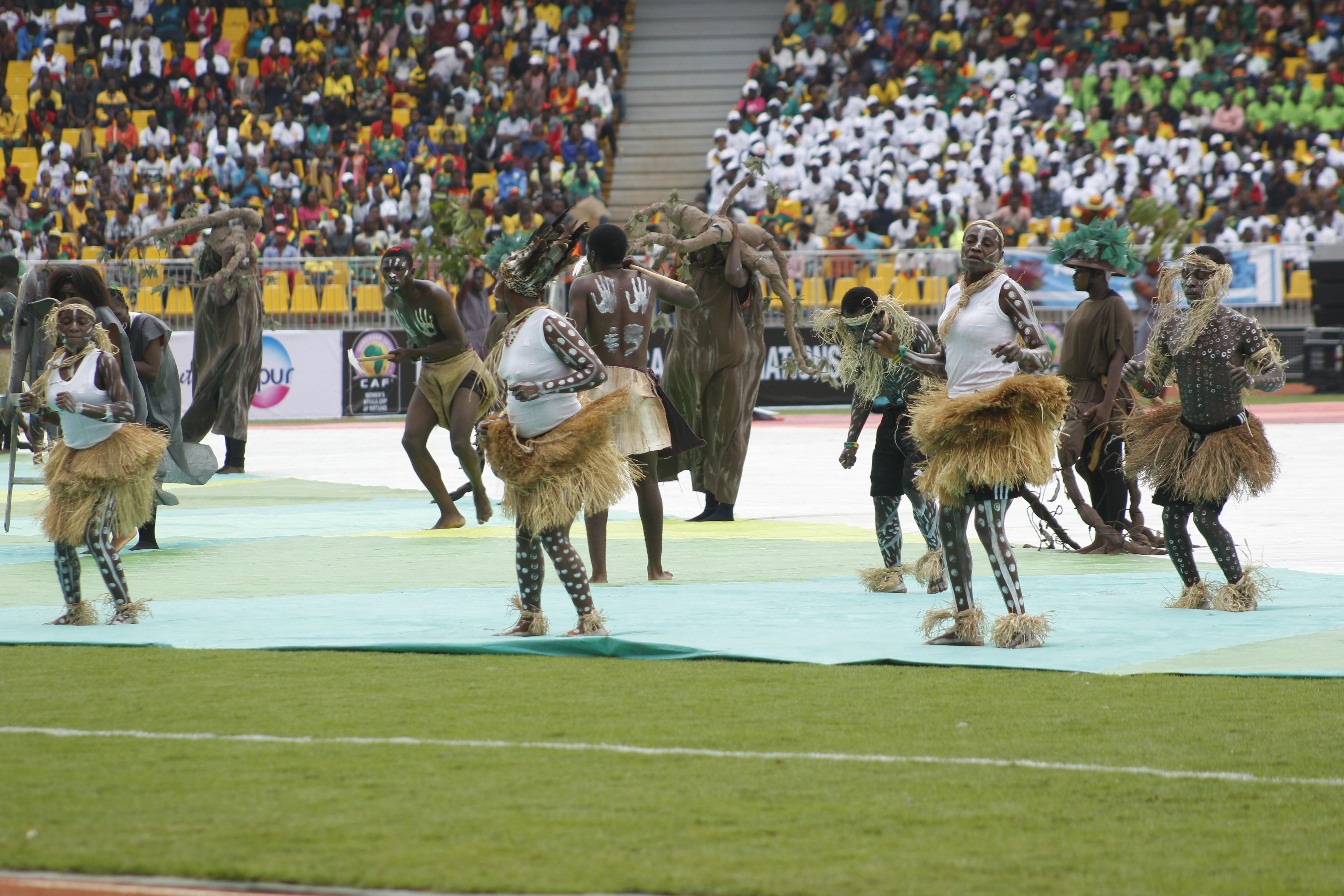
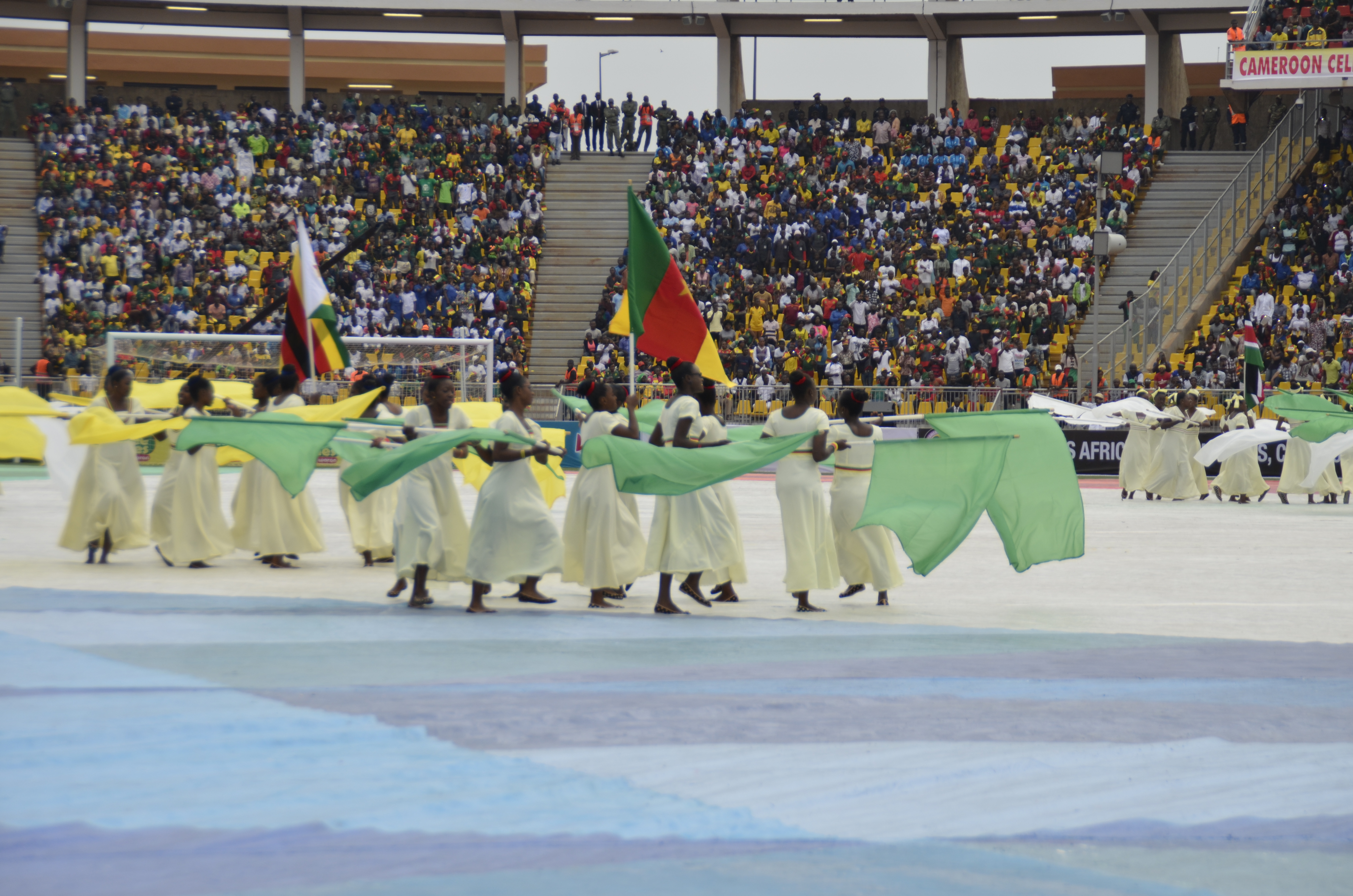
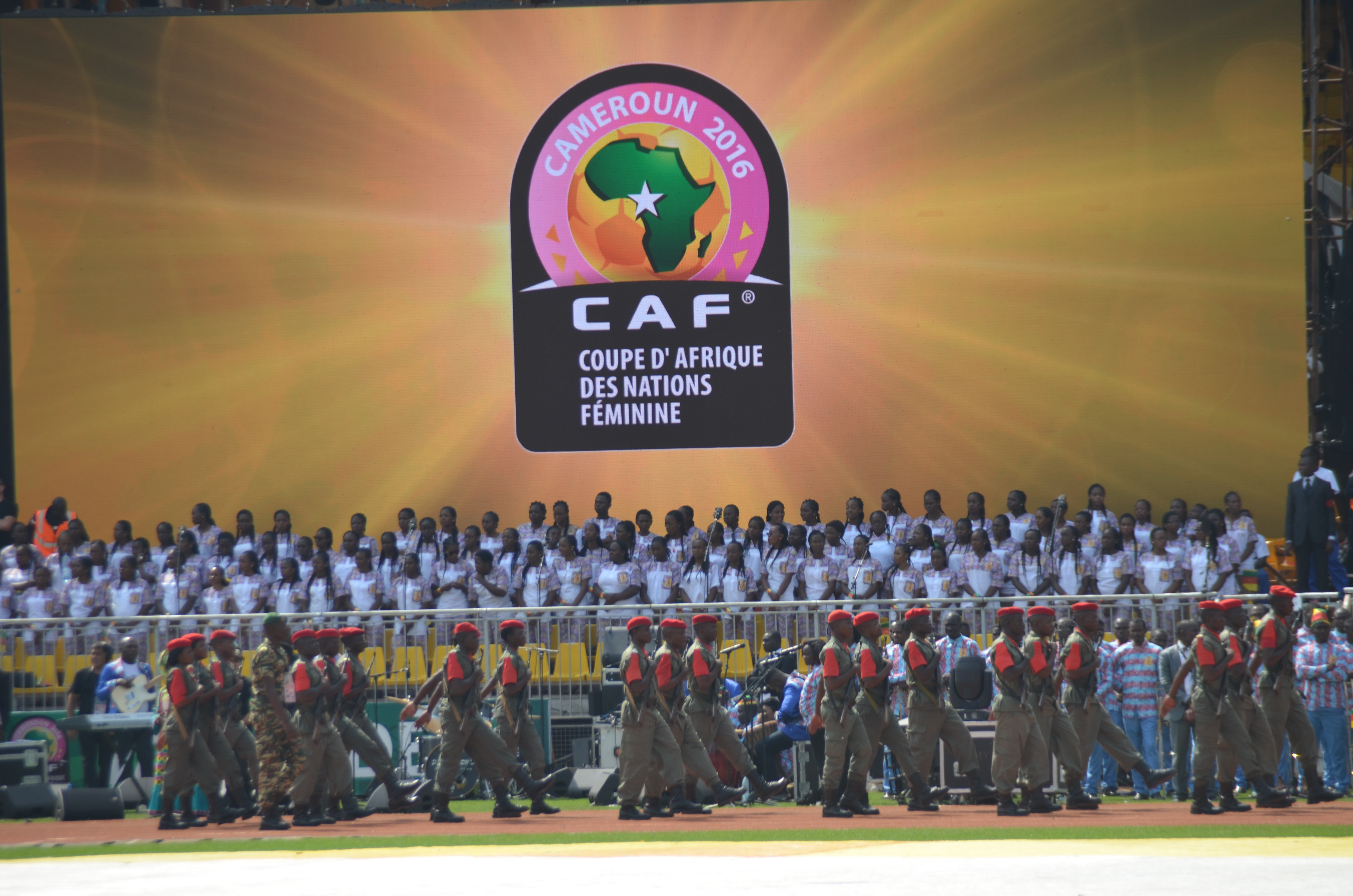
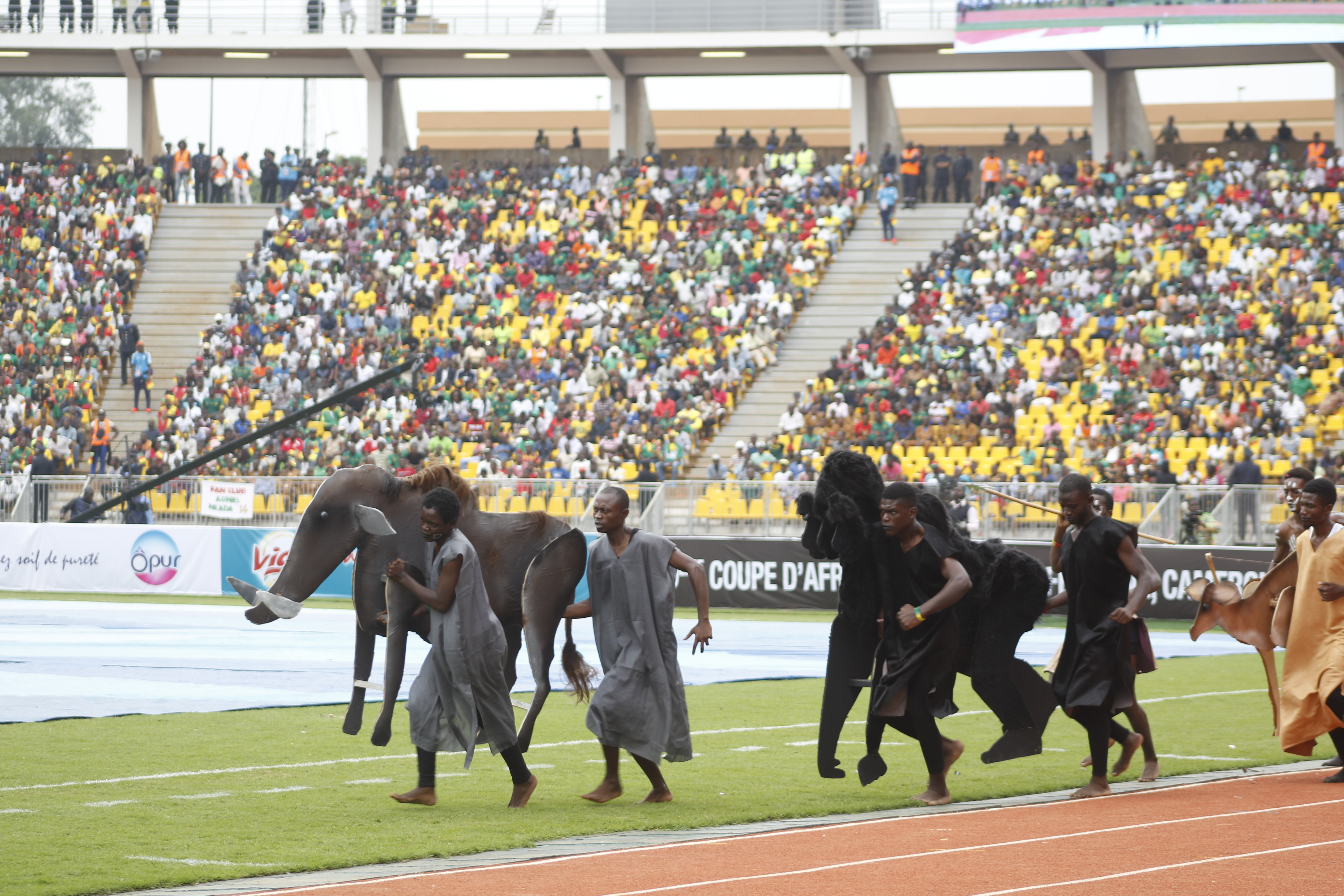
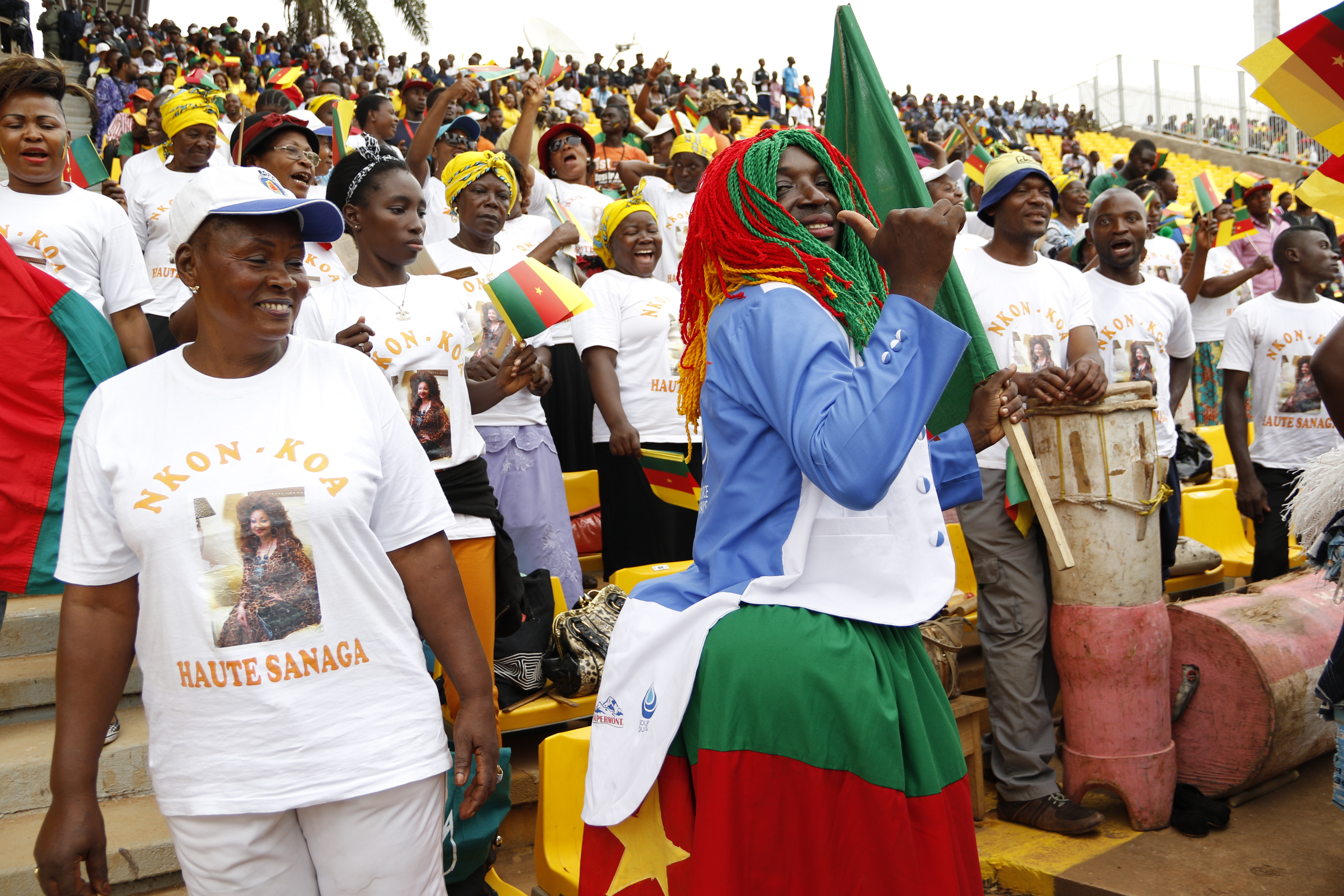
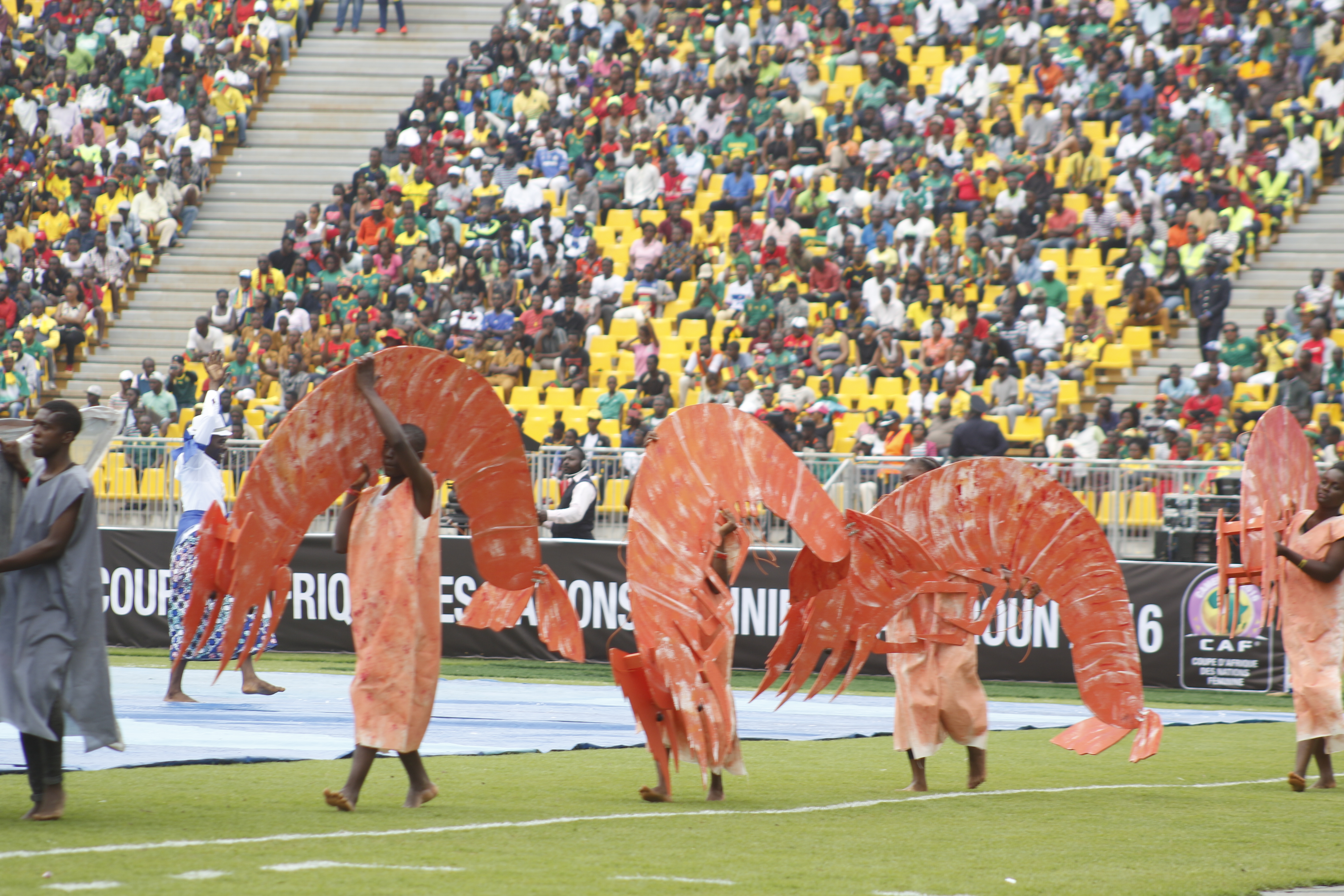
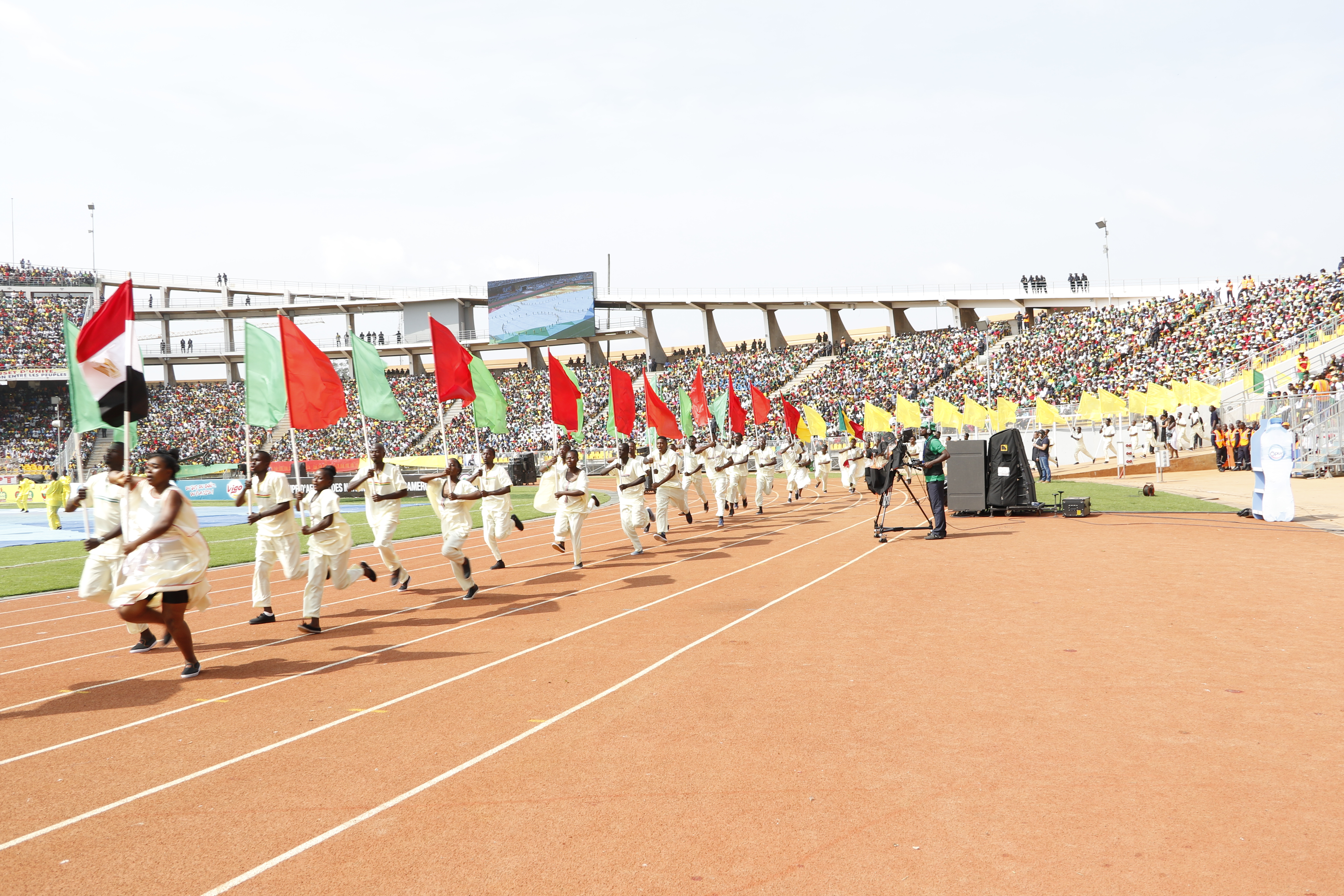
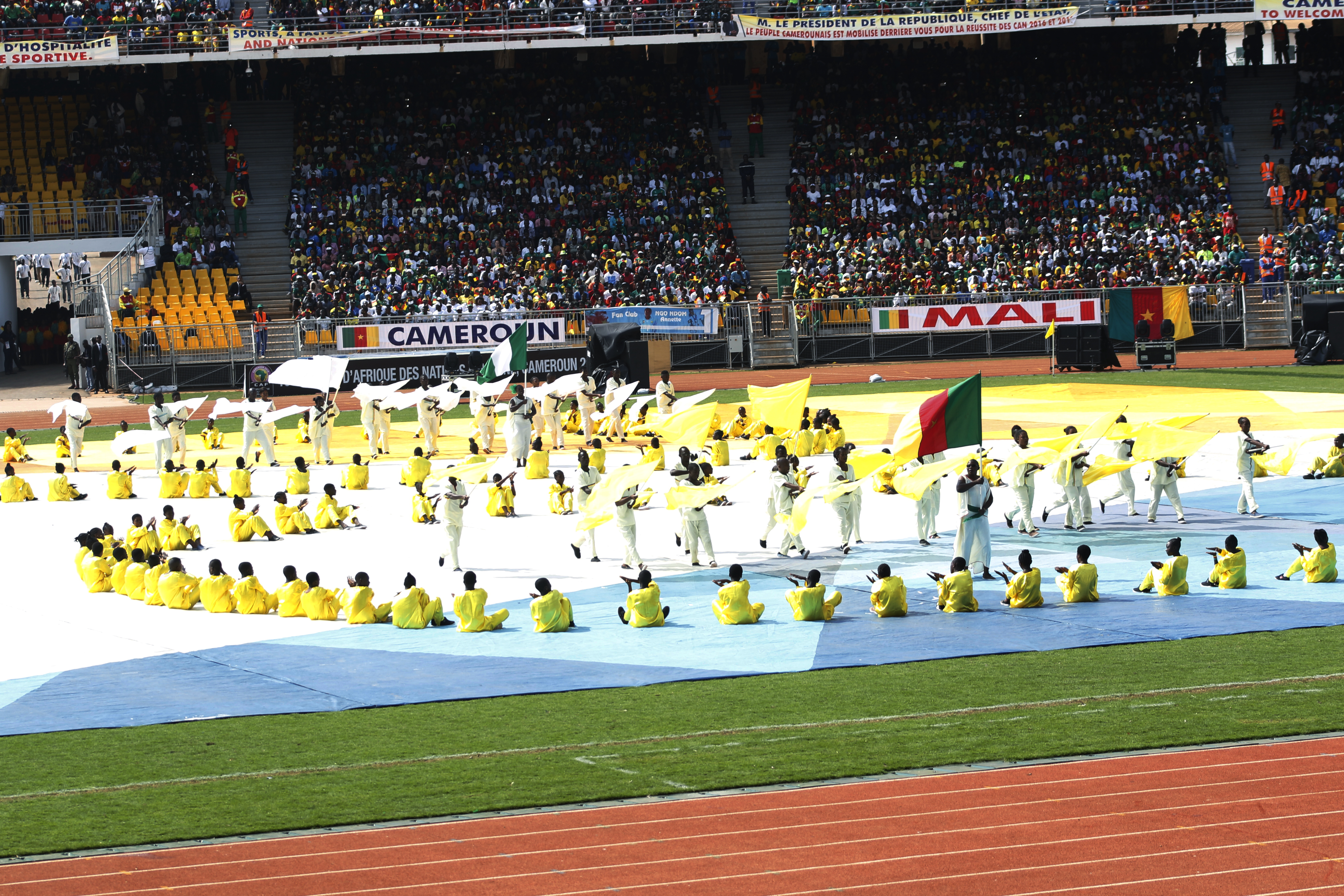
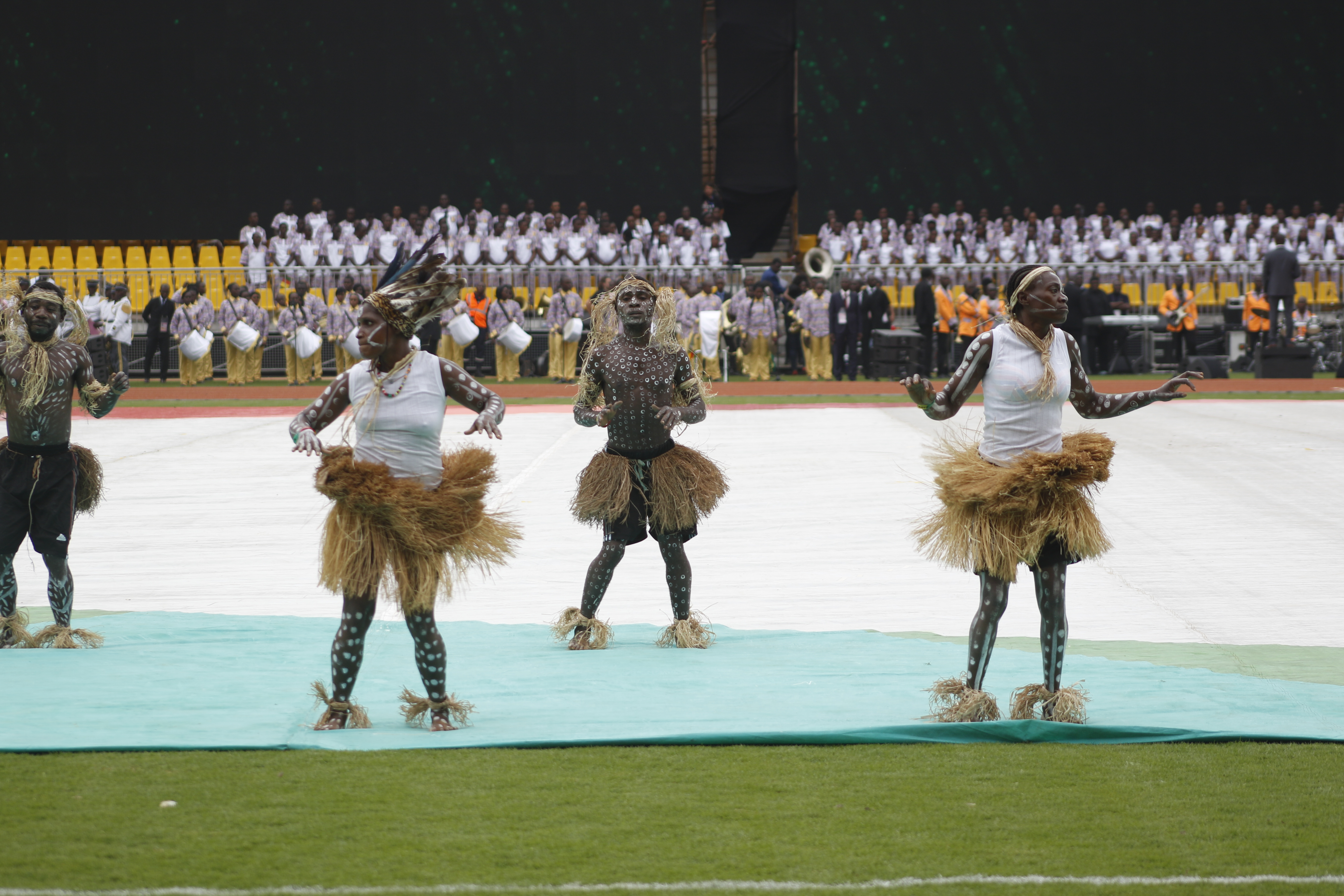
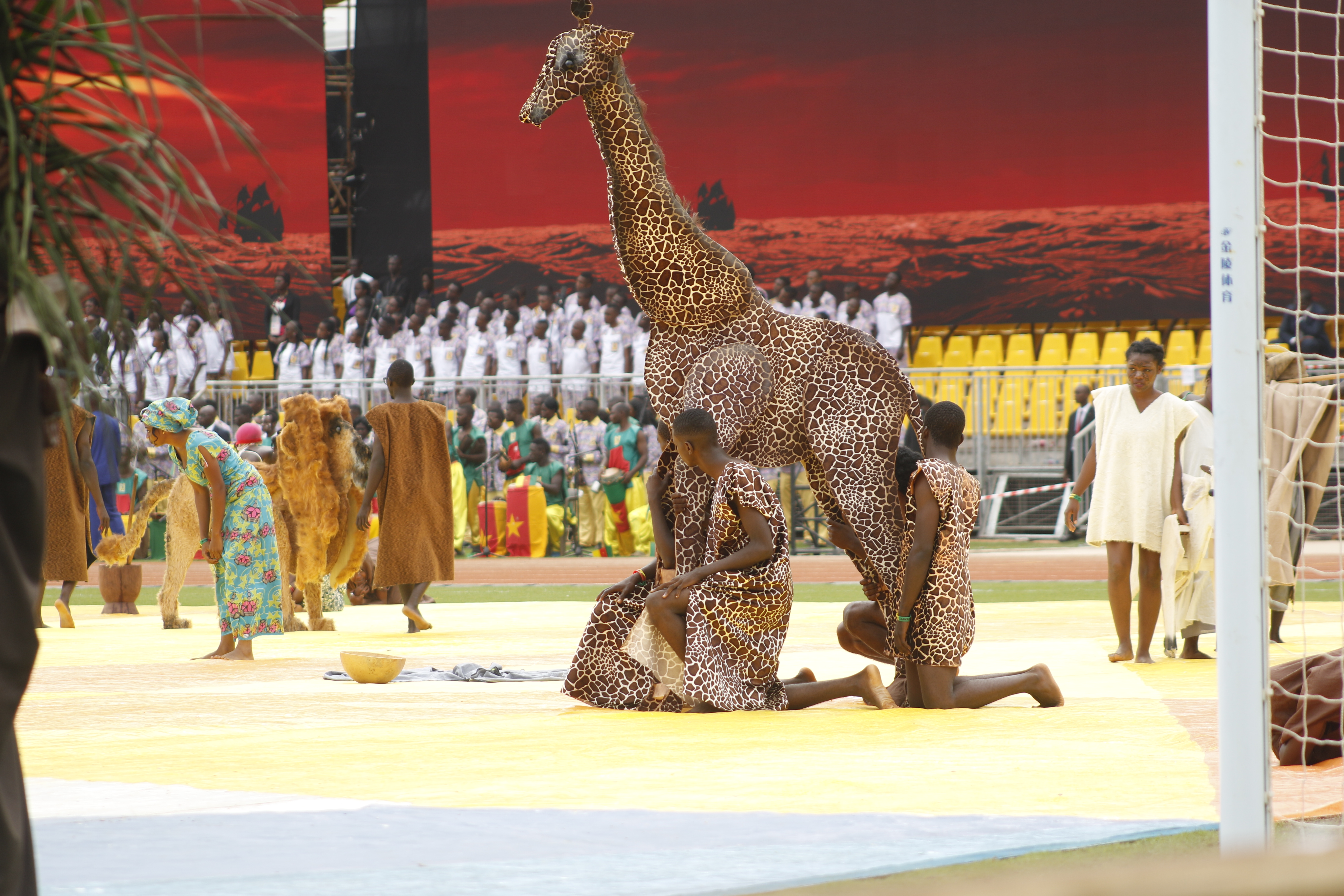
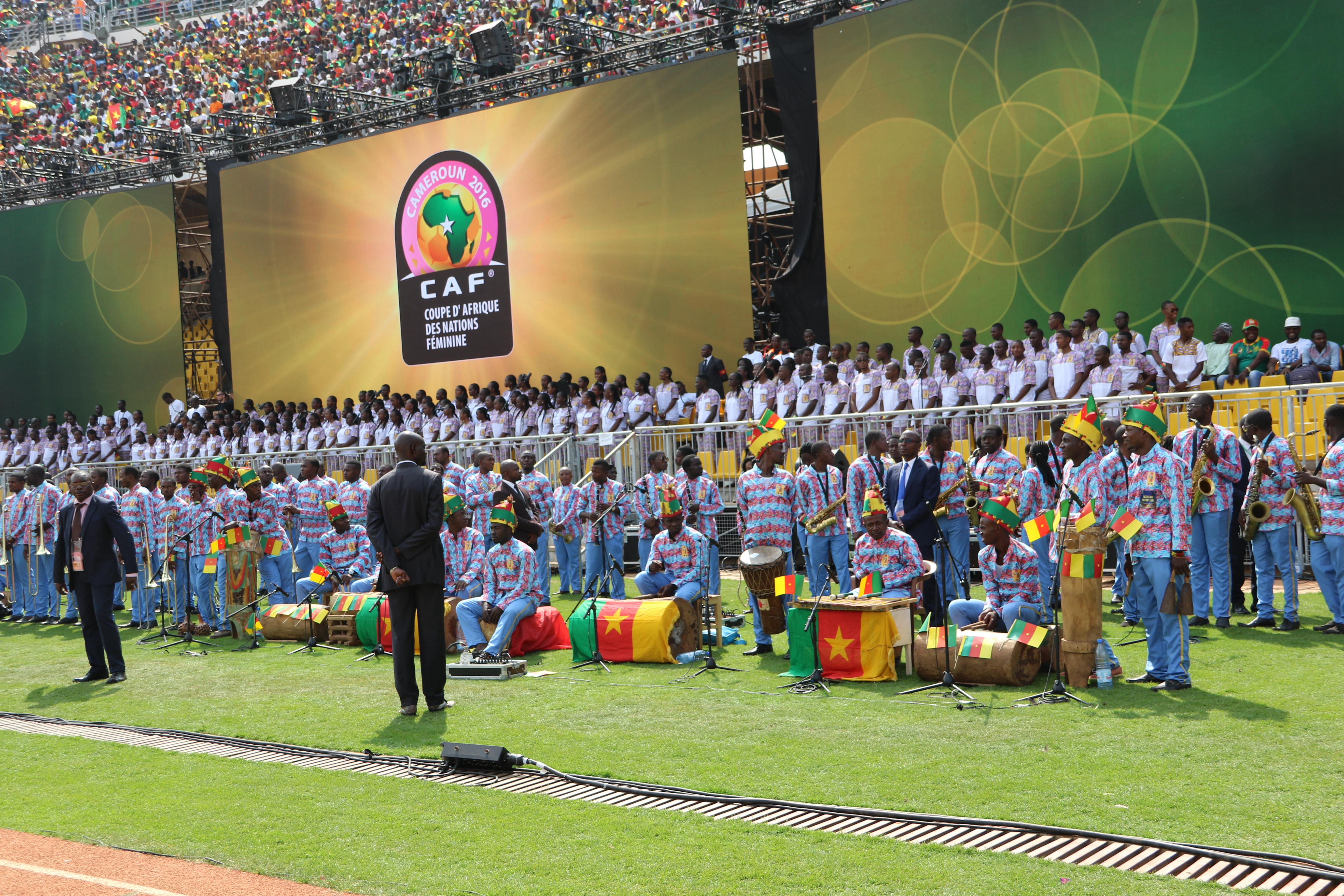
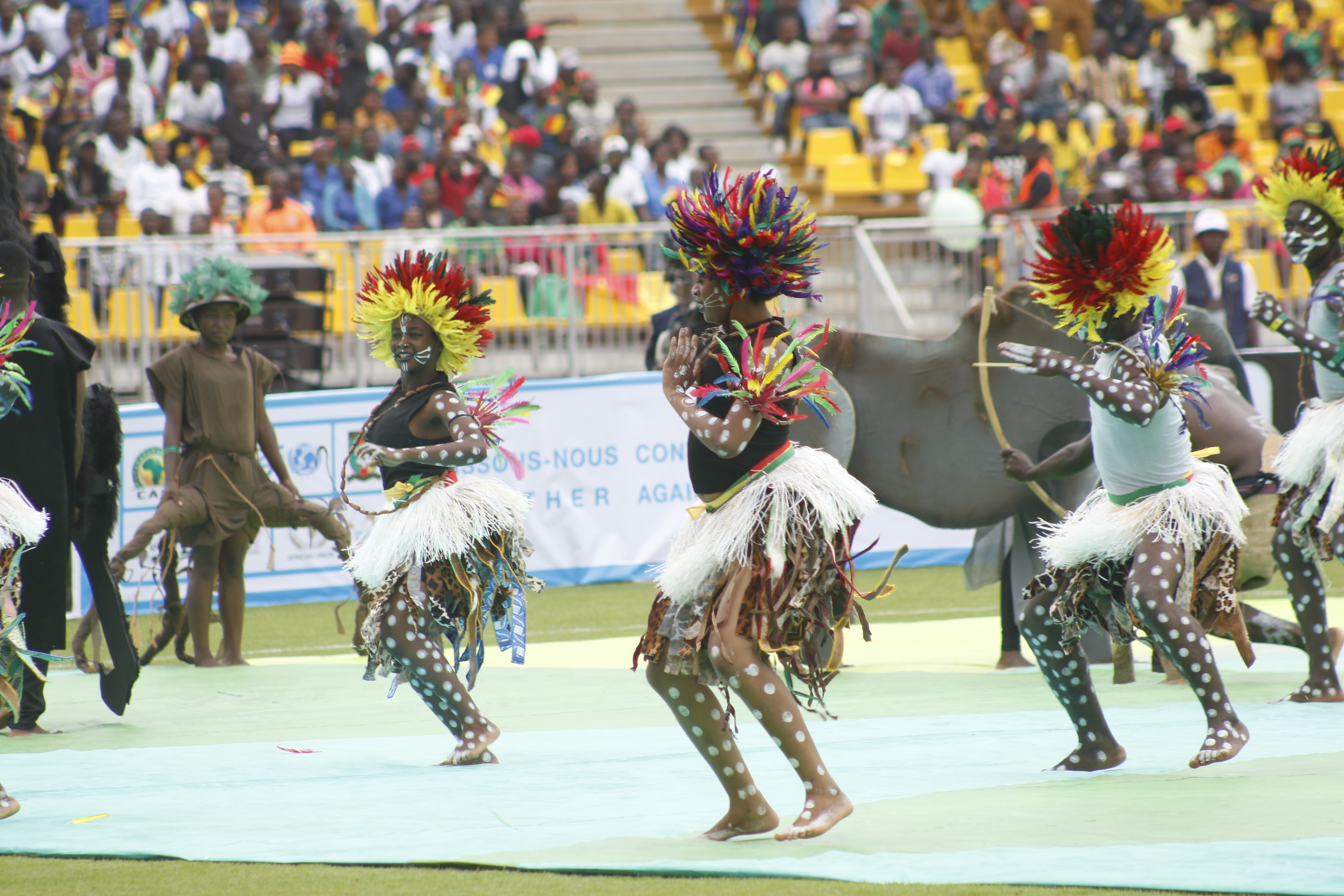
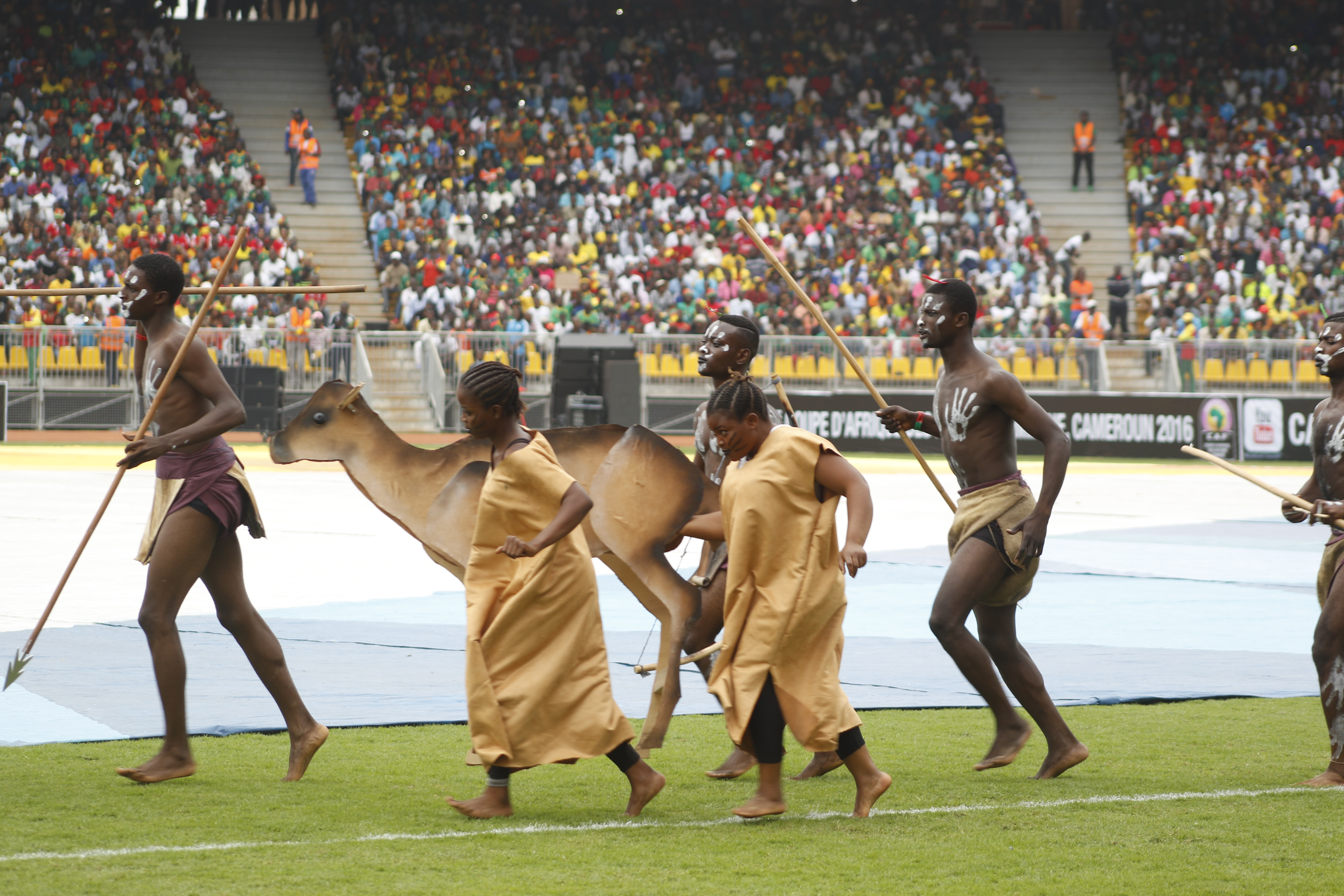
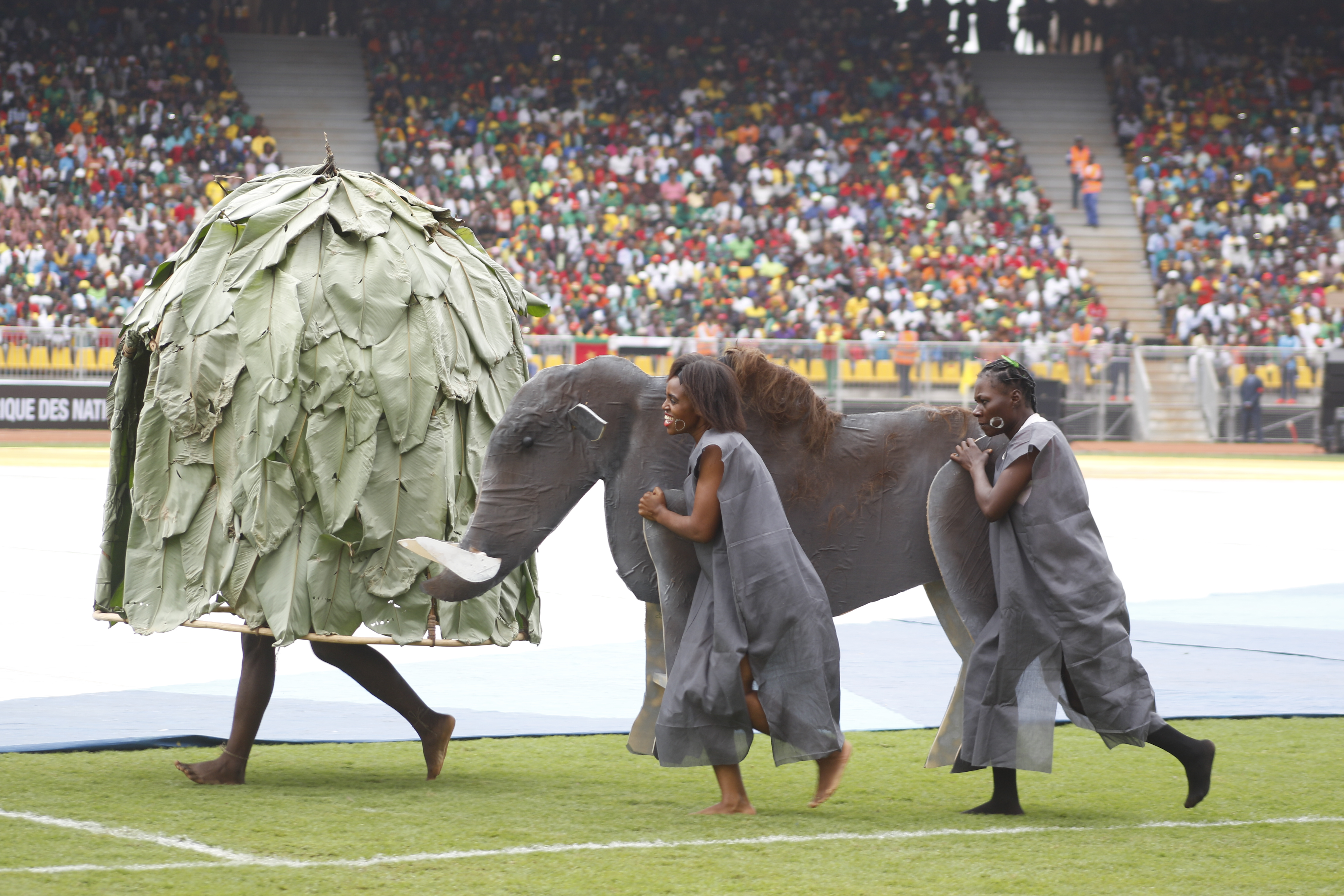
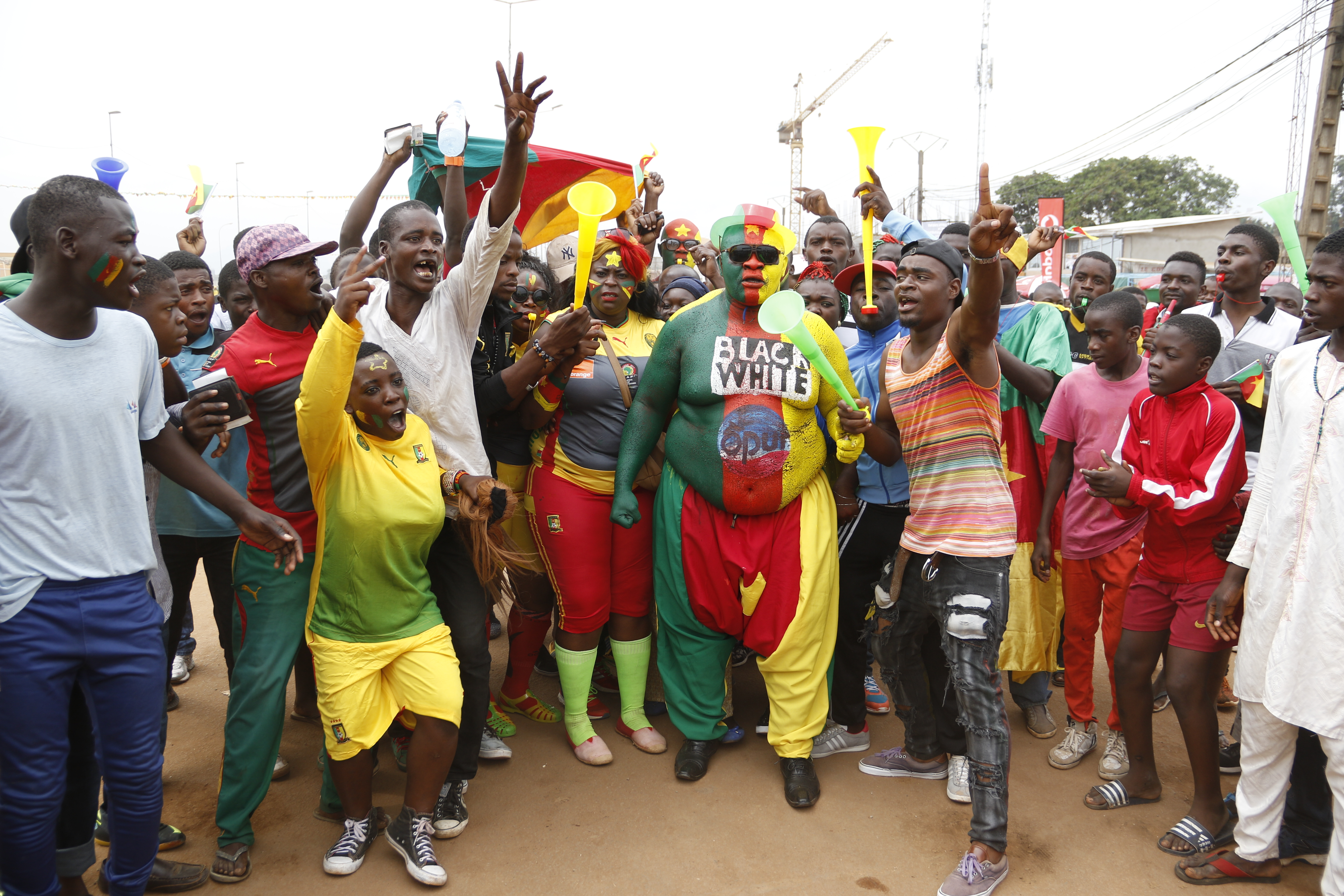
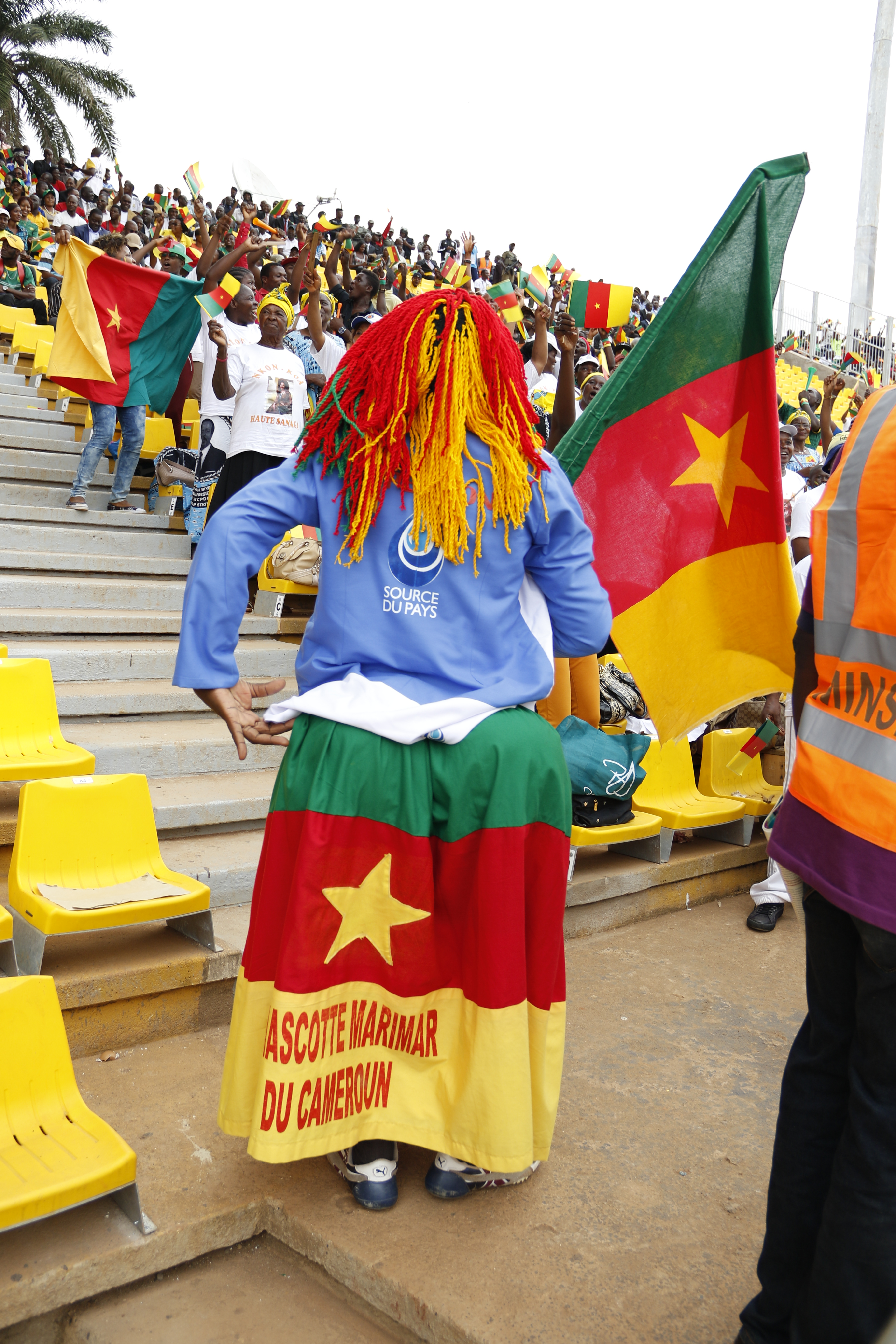
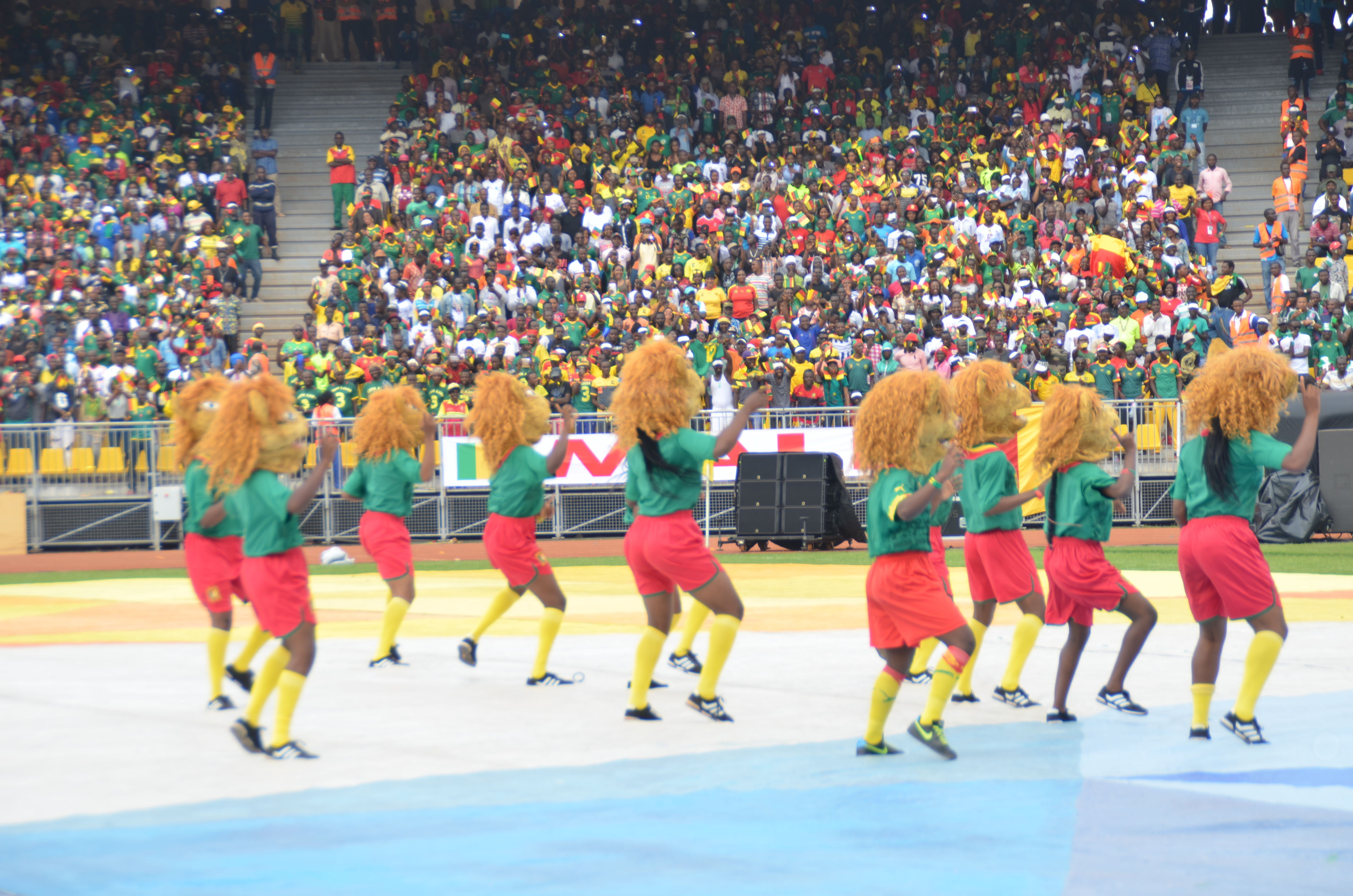
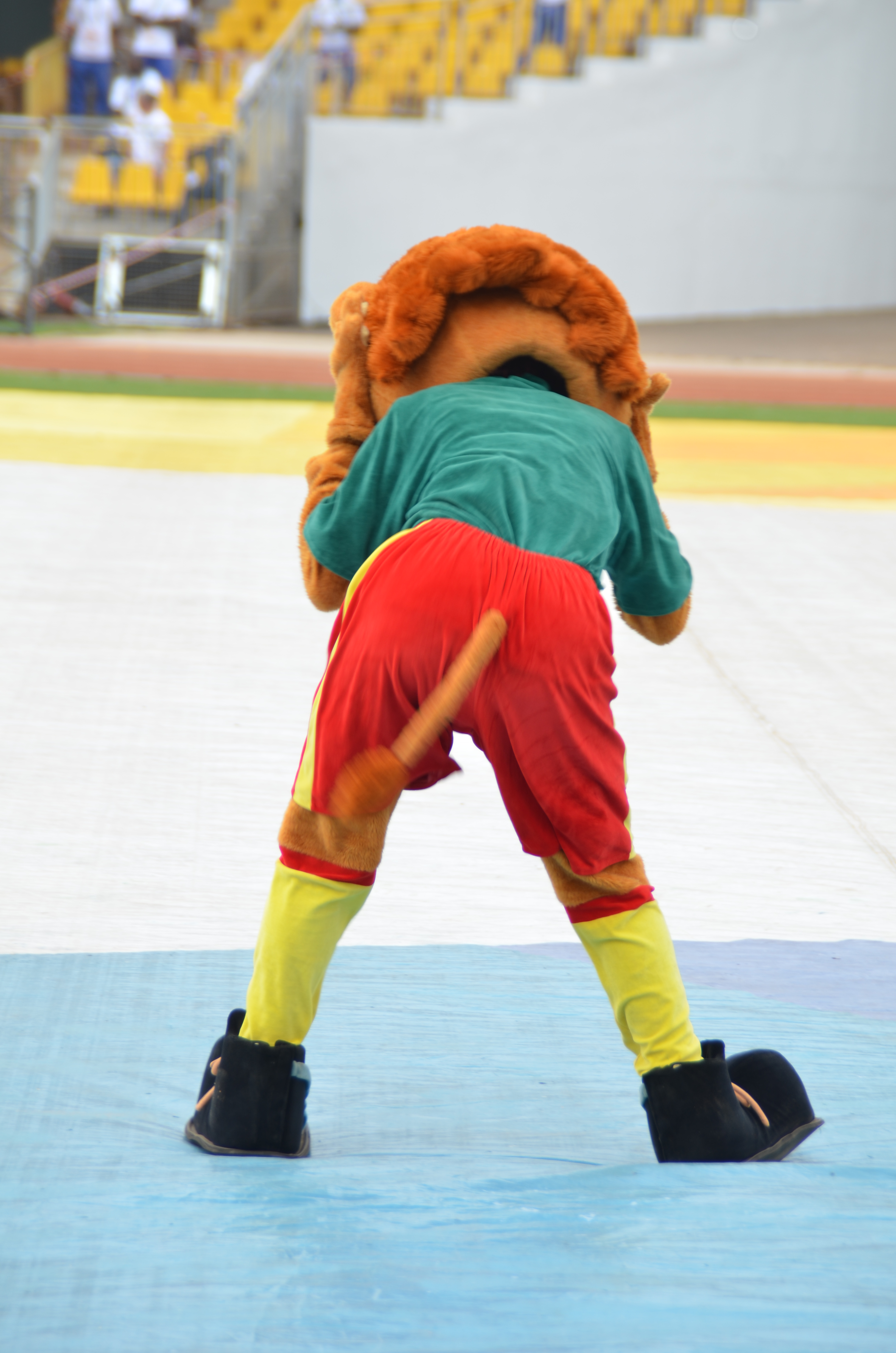
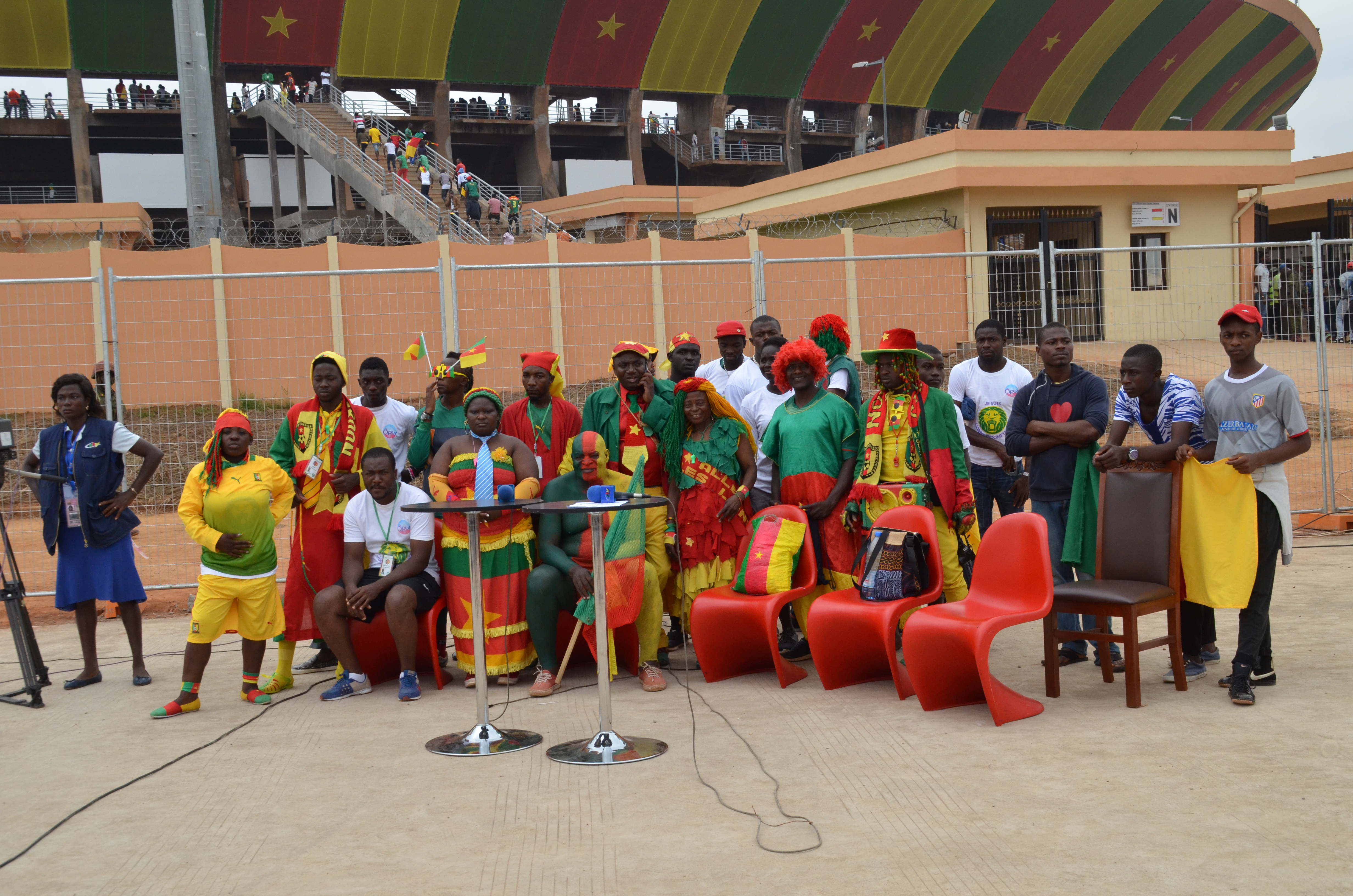
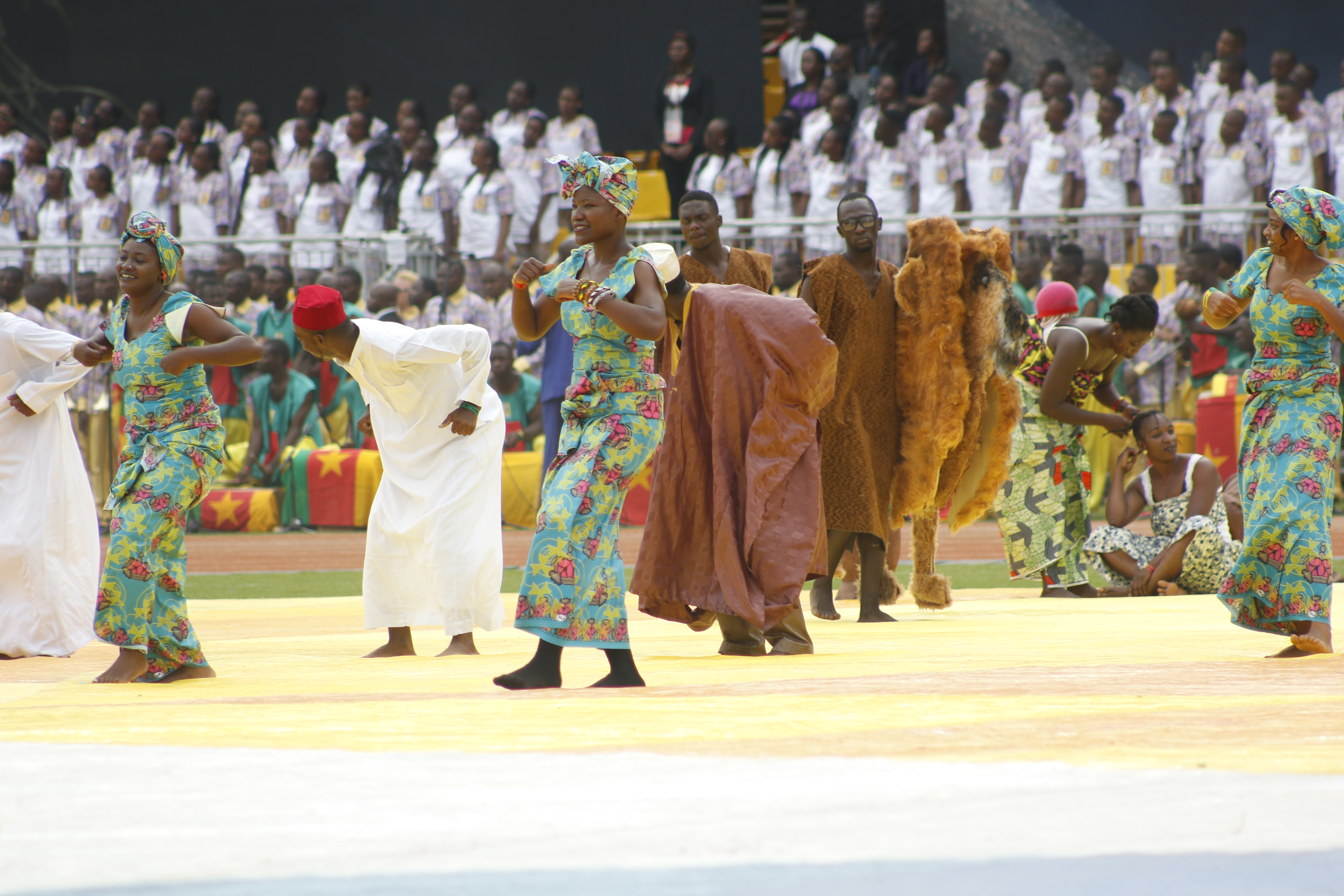
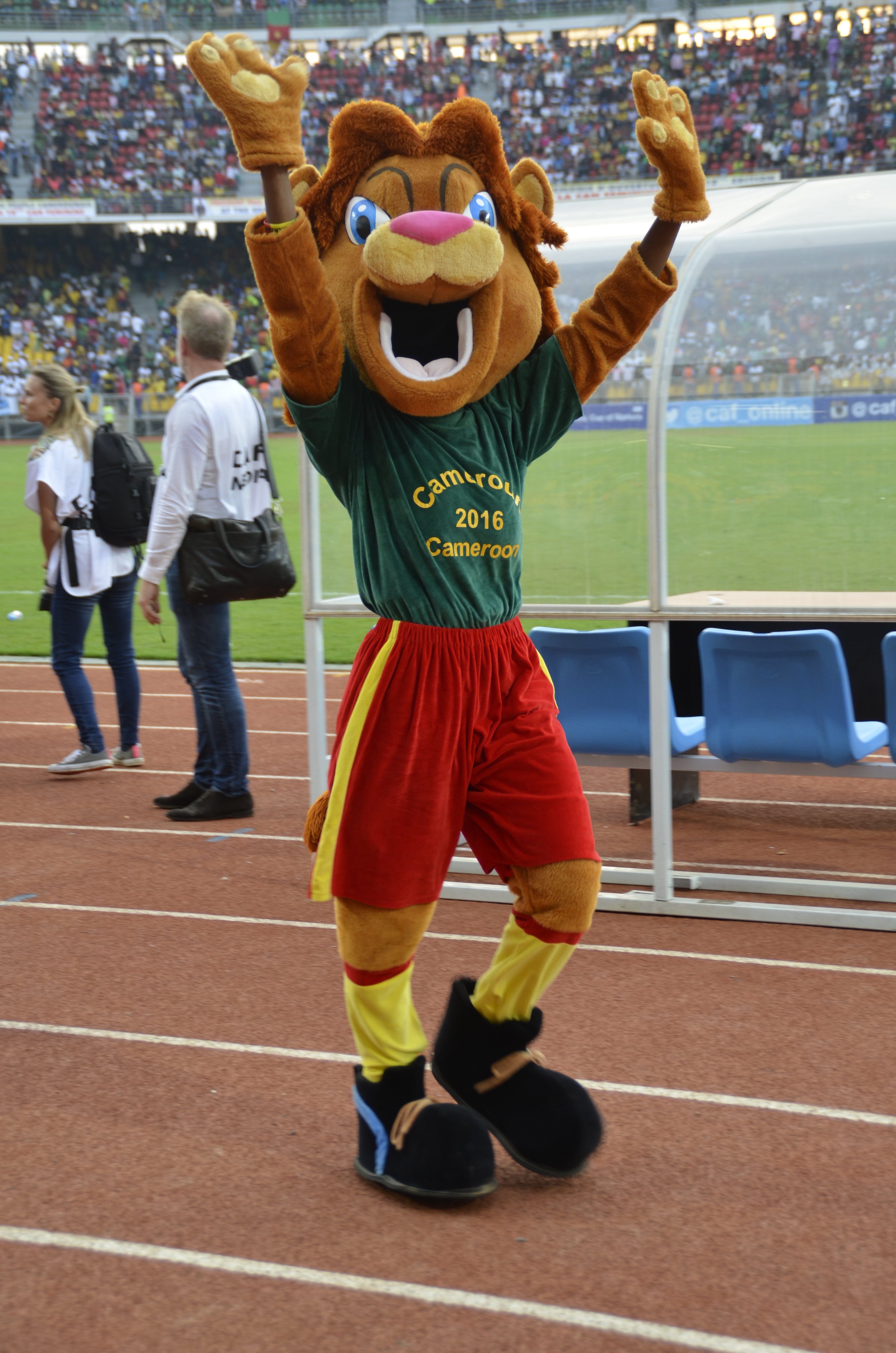